# スターダム
スターダム（STARDOM）は、日本の女子プロレス団体。別名は「WORLD WONDER RING STARDOM」または、「スターダム女子プロレス（STARDOM Women's Pro-Wrestling）」。

## 団体設立
2010年10月31日、グラビアアイドルの愛川ゆず季がプロレスラーデビューをする興行「ゆずポン祭」が開催された。開催に先立ち、「ゆずポン祭」のプロデューサーを務めるロッシー小川から、2010年3月28日を以ってプロレスラーを引退した風香の元に愛川ゆず季へのプロレス指導の依頼があった。愛川ゆず季と風香は同じ芸能事務所「プラチナムプロダクション」に所属する縁もあり、風香の後継者として愛川ゆず季に白羽の矢が立てられた。
当初はプロレス界から完全に身を引くことを考えていたが、自分を育ててくれたプロレス界へのささやかな恩返しと愛川ゆず季の指導を引き受ける。マンツーマンの指導よりも、一緒に練習する仲間がいた方が伸びると考え、夢と須佐えりに声をかけ、風香プロレス教室をスタートさせる。
風香本人によるスカウトや、ブログ等での募集案内を見て参加した練習生が後のスターダム1期生となる。「この子たちの輝ける場所を作ってほしい」とロッシー小川に働きかけた事がきっかけで団体の旗揚げへと本格的に動き出す。
2010年9月7日、スターダム設立発表記者会見が行われ、代表にロッシー小川、ゼネラルマネージャーに風香が就任する形でスターダムの旗揚げが発表された。
旗揚げへの動機の1つとしてNEO女子プロレスの解散発表があり、後に風香は「NEOの解散がなければ考えていなかった」「勝手にNEOの後継団体と思っている」とコメントしているが、スターダム設立時にに元NEO女子プロレスの所属選手とスタッフはいない。ただし、スターダムが管理しているハイスピード王座はNEO女子プロレスから管理権を承継されたものである。
団体設立時の所属選手は高橋奈苗、愛川ゆず季、夏樹☆たいよう、長野美香の4人と練習生6人と留学生1人の合計11人。愛川ゆず季と長野美香の試合経験は旗揚げ前の1試合だけであるため、明確なキャリアを持つ選手は事実上、高橋奈苗と夏樹☆たいようの2人のみであった。なお、6人の練習生は旗揚げ戦までに全員がプロテストに合格している。
2011年1月23日、新木場1stRINGにて旗揚げ戦を開催。所属選手のみでの旗揚げ戦は、女子プロレス団体ではメジャー女子プロレスAtoZ以来約7年ぶりであった。また、旗揚げ興行のメインイベントをデビュー戦の新人同士（美闘陽子 vs 世IV虎）が務めたのは、日本プロレス及び日本女子プロレス以降のプロレス史上初である。
スターダムは、愛川ゆず季のプロレスデビューをきっかけに、誕生した女子プロレス団体と言っても過言ではない。

### 団体名の由来
創業者のロッシー小川が「スターダムに上がる選手をどんどん輩出したい」という願いを込めたものである。ちなみに小川がいくつか提示した団体名候補の中からゼネラルマネージャーの風香が団体名候補の1つ「スターダム」の綴りが一瞬、風香がリスペクトしているダンス＆ボーカルグループ「SPEED」に見えたため即決した。

## 団体の運営体制
2010年9月7日の団体設立発表以降、スターダムはロッシー小川体制のもと、成長を続けた。2019年12月1日付で、株式会社スターダムからブシロードの子会社である株式会社ブシロードファイト（同日付でキックスロードから商号変更）へ事業が譲渡された。ブシロードの創設者・社長（2019年12月当時は会長）・支配株主である木谷高明によれば、この時点で所属選手と会社との間に所属契約が結ばれていなかったといい、後に「（ブシロードとしての）初仕事は選手と契約を結ぶことだった」と語っている。以降ブシロードグループとして、木谷がスターダムのオーナーとして扱われ、小川もエグゼクティブプロデューサーとして残留した。
しかし、2024年2月、「多数の所属選手・スタッフに対する引き抜き行為があった」ことを理由として、ロッシー小川との契約を解除した。その後、小川は同年4月にマリーゴールドを旗揚げする。
2024年4月23日、新日本プロレスリング株式会社が「ブシロードグループのスポーツユニットにおける重複業務を削減し、事業効率の向上を図る」として、同年6月28日付で新日本プロレスリングが完全子会社化し、社名を「株式会社ブシロードファイト」から「株式会社スターダム」に改めることを発表。6月28日に正式に完了した。
2025年6月現在、親会社でもある新日本プロレスとの交流が盛んであり、合同大会を開催したり、新日本プロレスの開催する大会にスターダム所属の選手が参戦する場合もある。

## 歴史

### 2010年
- 8月23日、「愛川ゆず季プロレスデビュー戦〜ゆずポン祭〜」を開催することを発表。
- 9月7日、スターダムを設立することを発表[23]。
- 10月8日、ロッシー小川と親交のあるNOSAWA論外の自主興行「NOSAWA BOM-BA-YE6〜論外のオールスター戦2010〜」で「ゆずポン祭予告編〜愛川ゆず季デモンストレーション」を敢行。
- 10月31日、「愛川ゆず季プロレス・デビュー戦〜ゆずポン祭〜」を新木場1stRINGで開催。前座として練習生によるエキシビションマッチを実施。[24]
- 11月2日、ロッシー小川を代表取締役とする運営会社の株式会社スターダムを設立[25]。
- 11月12日、第1回プロテストを実施。6人（星輝ありさは負傷のため回避）が受験し、須佐えりを除く4人が合格。[26]
- 11月19日、年末を以って解散するNEO女子プロレスよりハイスピード王座管理権を承継されることを発表。
- 11月27日、パッション・レッド第5回興行「5PASSION〜川崎一所懸命〜」を開催。愛川もセコンドに就く。
- 12月6日、第2回プロテストを実施。須佐えりと星輝ありさの2人が受験し星輝が合格[27]
- 12月17日、女子総合格闘技「JEWELS 11th RING」で美闘陽子らがデモンストレーションを披露。
- 12月24日、最後まで残った須佐えりが第3回プロテストで合格。

### 2011年
- 1月12日、旗揚げ戦の対戦カードを発表。同時にメキシコからの留学生として愛リスの参戦も発表[28]
- 1月23日、新木場1stRINGで旗揚げ戦を開催。岩谷麻優、星輝ありさ、須佐えり、世IV虎、美闘陽子がデビュー。
- 2月6日、「ゆずポン祭2〜ゆずポンキック・ナイト〜」を開催。
- 2月12日、シリーズ第1弾開幕。
- 2月27日、広田さくらがスターダム所属外として初参戦。
- 3月6日、DDTプロレスリングで夏樹☆たいようがスターダム所属として初の他団体参戦。
- 4月3日、初の大阪大会（大阪ミナミ ムーブ・オン アリーナ）開催。
- 4月17日、高橋奈苗がワールド女子プロレス・ディアナ旗揚げ戦に参戦。スターダム選手もセコンドとして参戦。
- 5月9日、鹿島沙希がプロテスト合格。
- 5月15日、「ゆずポン祭3〜ゆずポンバースディ前夜祭〜」を開催。
- 6月3日、脇澤美穂が入団。
- 6月26日、シリーズ第2弾最終戦。鹿島沙希がデビュー。ワールド・オブ・スターダム王座とワンダー・オブ・スターダム王座の設立を発表。
- 7月17日、「流星仮面FIESTA」に試合提供。
- 7月24日、初の後楽園ホール大会「STARDOM X〜高橋奈苗デビュー15周年記念試合〜」開催し、超満員札止めとなる1,310人を記録。
  - ワールド・オブ・スターダム王座とワンダー・オブ・スターダム王座の決定戦が行われ、高橋奈苗と愛川ゆず季がそれぞれ初代王座獲得。ハイスピード王座のタイトルマッチでは夏樹☆たいようが王座奪還に成功。
  - 次シリーズから紫雷イオのレギュラー参戦が決定。
- 8月2日、ゴッデス・オブ・スターダム王座の設立を発表。
- 8月21日、「ゆずポン祭4〜夏の納涼フェスタ〜」を開催。
- 9月1日、「戦乙女〜Fighting Girl」でデジタルコンテンツ『月刊スターダム』配信開始。
- 9月20日、初の地方興行として秋田大会（大館市民体育館）を開催。団体初のミックスタッグマッチ。
- 9月28日、東京愚連隊自主興行に試合提供。
- 10月7日、「仮面貴族FIESTA」に試合提供。愛川ゆず季は所属するTKG48プロデューサー高木三四郎とミックスタッグを組む。
- 10月10日、初代タッグ王座決定リーグ戦「GODDESSES OF STARDOM争奪タッグリーグ戦」開幕。
- 10月16日、DDTの街頭プロレス「大森UTANフェスタ」に試合提供。
- 10月23日、新木場大会で3期生候補たる練習生のお披露目。
- 10月27日、センダイガールズプロレスリング主催の女子プロレス団体対抗Flashトーナメントに出場。決勝進出を果たすもホストのセンダイガールズに敗れて準優勝。
- 11月3日、「ゆずポン祭5〜ゆずポンデビュー1周年〜」を開催。
- 11月14日、3期生プロテスト。5人全員合格。
- 11月27日、ゴッデス・オブ・スターダム王座決定戦を愛川ゆず季&美闘陽子の「BY砲」が制する。
- 12月11日、新人王トーナメント「ルーキー・オブ・スターダム2011」を開催。世IV虎が初代新人王に。
- 12月25日、脇澤美穂の復帰戦とはるか悠梨のデビュー戦。

### 2012年
- 1月7日、宝城カイリがデビュー。軍団闘争が本格化する。
- 1月8日、ブル中野引退興行に、4選手が出場。メインには愛川が抜擢される。
- 1月22日、翔月なつみがデビュー。
- 2月5日、安川惡斗がデビュー。各ユニットの陣容がほぼ固まった。
  - 奈苗軍団 高橋奈苗、須佐えり、脇澤美穂、はるか悠梨、松本浩代（ただし加入拒否）
  - 川崎葛飾最強伝説プラスワン 夏樹☆たいよう、世IV虎、安川惡斗
  - BY軍 愛川ゆず季、美闘陽子、宝城カイリ、鹿島沙希
  - PLANET 紫雷イオ、岩谷麻優、星輝ありさ、翔月なつみ
- 2月11日夜、初の名古屋大会をアスナルホールで開催（観衆370人）[29]。
- 2月26日、BY軍の名称が「全力女子」に決まる。
- 3月4日、「紫雷イオデビュー5周年記念興行 -Carino!-」を新木場で開催。紫雷イオが正式所属となる。
- 3月15日、「グラレスラー発掘オーディション」を開催。候補者4人が選ばれる（うち1人は後に辞退し、残る3人もデビューならず）。
- 3月20日、2度目の後楽園大会「〜STARDOM THE HIGHEST 2012〜」開催（観衆1,320人）。
  - メインイベントとして高橋奈苗vs里村明衣子のワールド・オブ・スターダム選手権試合が特別立会人ブル中野・特別レフェリー和田京平の下で執り行われた。和田はこれ以降もスターダムにおける重要な試合を裁く。
- 3月25日、初の大阪・IMPホール大会「〜STARDOM OSAKA STARLIGHT2012」開催（観衆530人）。
- 4月7日、初の四国大会を高松シンボルタワー展示場で開催（観衆320人）。
- 4月8日、「ゆずポン祭6〜ゆずポン故郷凱旋〜」を愛川の地元愛媛県新居浜市の銅夢にいはまで開催（観衆450人）。
- 4月22日、ユニット対抗トーナメントが開かれ、奈苗軍団が優勝。
- 5月3日、3度目の後楽園大会「〜STARDOM GOLDEN〜」開催（観衆1,300人）。
  - 愛川ゆず季は負傷ため欠場。予定されていたワンダー・オブ・スターダムタイトルマッチも中止となった。
  - プロレスリングZERO1野良犬道場の夕陽が初参戦を果たしてレギュラー参戦も決まる。
  - 木村響子も初参戦となり、世IV虎が勝手に川葛入りを認める。
- 5月6日、2度目の大館大会開催（観衆800人）。DDTプロレスリングの高木三四郎社長がスペシャルゲストとして来場。
- 5月20日、夕陽のドラフトマッチと称して星輝ありさと対戦。愛川ゆず季率いる「全力女子」入り。DDTの男色ディーノが乱入。
- 5月24日、所属選手の紫雷イオが大麻取締法違反で逮捕される（6月12日、処分保留で釈放。その後、冤罪と判明）[30]。
- 5月27日、初の北海道大会を札幌テイセンホールで開催（観衆365人）。夜の部で興行を打つDDTとのコラボマッチも組まれる。
- 6月3日、奈苗軍団拒否が続いていた松本浩代が全力女子に加入。
- 6月10日、鹿島沙希が全力女子を裏切り、川葛へ移籍。
- 6月25日、星輝ありさが自身のブログで「学業専念」を理由に引退を表明（事件直後に欠場し始め、前日に活動休止が発表されていた）。
- 7月22日、紫雷イオが復帰。
- 8月5日、4度目の後楽園大会「STARDOM X STARDOM2012」開催（観衆1,350人）。
  - 前回後楽園大会で中止になったワンダー・オブ・スターダムタイトルマッチが行われ、愛川ゆず季が防衛。
  - 夏樹☆たいようとのシングルで敗れた木村響子が川葛を追放される。
  - エンディングで2013年4月29日の両国国技館大会開催を発表。
- 8月19日、新木場大会で初のシングルリーグ戦「STARDOM 5★STAR GP2012」開幕。
- 8月26日、最後の大阪ミナミ ムーブ・オン アリーナ大会開催（観衆272人）。
- 8月31日、両国大会へ向けたプロジェクトが始動。選手及び役員に以下の役職が与えられた。
  - 大会総合プロデューサー ロッシー小川
  - 大会運営部長 高橋奈苗
    - 運営本部 夏樹☆たいよう、脇澤美穂、須佐えり、鹿島沙希

  - 大会営業部長 風香
    - 営業部 安川惡斗、翔月なつみ、はるか悠梨

  - 大会広報部長 愛川ゆず季
    - 広報部 紫雷イオ、世IV虎、岩谷麻優、宝城カイリ
- 9月2日、2度目の名古屋大会をテレピアホールで開催（観衆424人）。
- 9月9日、両国大会先行発売会。アリーナVIPシートが完売。
- 9月30日、初の昼夜興行開催。
  - 夜の部では「STARDOM 5★STAR GP2012」決勝戦が行われ、愛川ゆず季が初代女王に輝く。敗れた木村響子はヘイリー・ヘイトレッドを始めとする外国人を引き連れ「木村モンスター軍」としてベルト独占を宣言。また、4期生候補たる練習生もお披露目された。
- 10月3日、初の青森大会開催（観衆450人）。青森出身の飯田美花が初参戦。みちのくプロレス社長ザ・グレート・サスケが来場。
- 10月21日、2度目のIMPホール大会「STARDOM OSAKA CHAMPIOSNIGHT2012」開催（観衆415人）。
- 10月27日、「GODDESSES OF STARDOMタッグリーグ戦2012」開幕。
- 10月31日、美闘陽子が任意引退（11月3日発表）。
- 11月16日、4期生プロテスト。受験した3人全員合格。
- 11月18日、STUDIO COASTで開催される「SKULLSHIT presents SKULLMANIA Vol.6」に試合提供。
- 11月24日、センダイガールズ新潟大会に試合提供。
- 12月18日、愛川が翌年4月の両国大会を以って引退することを発表。
- 12月24日、5度目の後楽園大会「STARDOM THE YEAREND CLYMAX2012」開催（観衆1,030人）。以降、年末の後楽園大会が恒例となる。同日、4期生の先陣を切って横尾由衣がデビュー。
- 12月31日、はるか悠梨が廃業。

### 2013年
- 1月14日、6度目の後楽園大会開催。
  - アーティスト・オブ・スターダム王座の初代王座決定戦を実施。
  - 愛川が持つワンダー王座に宝城が挑戦。これを以って全力女子は解散。
  - 首都圏の大雪の影響もあり、観衆は910人にとどまり後楽園大会として初めて1,000人を割った。
- 1月19日昼、初の松山大会を松山市総合コミュニティセンターで開催。
  - スターダム名義として初の愛媛開催。
- 1月20日、3度目の名古屋大会をテレピアホールで開催。
- 2月10日、ナスキーホール・梅田で初開催。
- 2月17日、新木場大会では旗揚げ戦以来となる立ち見を含む全席完売（観衆415人）[31]。吉乃すみれがデビュー。
- 3月10日昼、2度目の高松大会を高松シンボルタワー展示場で開催。
- 3月17日、7度目の後楽園大会を開催（観衆1,250人）。赤いベルトとタッグベルトが木村モンスター軍に流出。
- 3月24日、3度目のIMPホール大会を開催（観衆550人）。
- 4月7日昼、2度目の札幌大会を札幌テイセンホールで開催（観衆350人。夜のDDTにも世IV虎とアルファ・フィーメルが参戦）。
- 4月14日、2度目となる新木場昼夜興行開催（観衆昼358人、夜357人）。
  - 昼の部では、愛川ゆず季が各1分1本勝負で17人がけを行う。高橋奈苗がゆずポンキックを受け左眼窩底骨折というアクシデントが発生[32]。
  - 夜の部はミル・マスカラスをゲストに招いての「STARDOM MASK FIESTA」と銘打ち、全選手がマスクウーマンに変身。
- 4月29日、両国国技館大会「STARDOM CHAMPIONS FIESTA2013〜両国シンデレラ〜」開催（観衆5,500人）。
  - この大会を最後に愛川ゆず季はプロレスを引退。
  - 一方で彩羽匠がデビュー戦として里村明衣子と対戦。
  - 所属外は松本浩代、夕陽、木村響子、米山香織、ヘイリー・ヘイトレッド、ダーク・エンジェル、アルファ・フィーメル、豊田真奈美が参戦。アイスリボンから藤本つかさ 、世羅りさ、山口ルツコ、WNCから真琴、朱里、リン・バイロン、DDT関連で中澤マイケル、佐藤光留、飯伏幸太、伊橋剛太が参戦し、タッグ戦、ミックスファイトも行った。また特別リングアナウンサーとして今井良晴（大日本プロレス・元全日本女子プロレス）が参加したが、この大会が今井リングアナにとって生涯最後の女子プロレスでのリングコールとなった[33]。
- 5月6日、「第二章」の「序章」として大館大会を開催。
- 5月9日、安川惡斗が頸椎損傷により長期欠場を発表。
- 5月12日、「第二章開幕」として新木場大会開催。
  - 横尾由衣が練習中の内側靭帯損傷により欠場、代替選手として急遽さくらえみが初参戦。
  - 彩羽匠がデビュー3戦目にしてタッグ王者の宝城カイリからフォールを奪う。
- 5月19日、名古屋大会をテレピアホールで開催。
  - それまで2回はDDTとの昼夜開催だったが、今回は単独開催。
- 5月24日、東北では3箇所目となる福島大会を郡山市ビッグパレットふくしまで開催。
- 6月2日、8度目、第二章では初の後楽園大会「STARDOM GOLDEN AGE」を開催（観衆935人）。翔月なつみが練習中のケガで欠場、宝翔天女がタッグベルトを返上。
- 6月16日、初の九州大会をさいとぴあ（福岡県福岡市）で開催。
- 7月7日、新木場大会で安川惡斗が復帰。5期生候補もお披露目。
- 7月31日、横尾由衣の長期欠場、翔月なつみの退団、吉乃すみれの除籍処分を発表。
- 8月19日、9度目の後楽園大会「STARDOM X STARDOM2013」を開催（観衆860人）。
- 8月25日、新木場大会でシングルリーグ戦「STARDOM 5★STAR GP2013」開幕。
- 9月23日、10度目の後楽園大会で「STARDOM 5★STAR GP2013」を開催（観衆915人）。
- 10月1日、今井良晴追悼興行（後楽園）に試合提供[34]。
- 10月6日、新木場大会で団体2人目となるキッズ・ファイターあずみがデビュー。
- 10月14日、道頓堀アリーナ（旧大阪ミナミ ムーブ・オン アリーナ）大会を開催。
- 10月18日、5期生プロテスト。受験した4人全員が合格（うち2名は仮合格）。
- 11月4日、100回記念後楽園大会を開催。プロテストから2週間あまりで5期生のコグマがデビュー。
- 11月30日、「SKULLSHIT presents SKULLMANIA Vol.8」に試合提供。
- 12月1日、須佐えりが退団（12月7日発表）。
- 12月23日、4度目の大阪IMPホール大会を開催。

### 2014年
- 正式な契約制度を実施。
- 1月4日、郡山大会を開催。
- 1月12日、新木場大会で5期生愛星ゆうながデビュー。メインは夏樹☆たいようデビュー10周年記念試合として、旗揚げから残っている4選手によるタッグマッチ。
- 1月14日、スターダム・プロモーション設立を発表。
- 1月26日夜、3周年記念後楽園大会を開催（昼のDDTにも世IV虎が参戦）。ワールド・オブ・スターダムのタイトル挑戦に失敗した夏樹☆たいようが6月1日後楽園を最後に引退を表明。
- 1月30日、横粂勝仁顧問弁護士立会いの下、10選手と正式な契約を締結（高橋奈苗のみ2月23日契約）[35]。
- 2月2日、名古屋大会をテレピアホールで開催。
- 2月11日、レギュラー参戦していた夕陽が、ZERO1後楽園大会で、3月を以って引退することを発表。
- 2月16日、道頓堀アリーナ大会を開催。コグマが夕陽の誘いを受け、「ちびーず」に加入。
- 2月23日、新木場大会を開催。世IV虎がインフルエンザで、脇澤美穂が練習中の右脛亀裂骨折で、それぞれ休場。
- 3月12日、ZERO1野良犬道場が「スターダム関係者の皆様に多大なるご迷惑をかけた」と謝罪文を発表。前日に行われた夕陽vs華名戦の記者会見およびインターネット媒体での不適切発言に関して。
- 3月16日、後楽園大会を開催。安川惡斗が、最後の参戦となった夕陽を相手に白いベルトを防衛し、試合後、花束を渡す。世IV虎が夏樹☆たいよう超えを果たし、安川惡斗が川葛に合流。紫雷イオがSHIMMER王者メリッサを相手に赤いベルトを防衛。夏樹☆たいよう引退試合の対戦相手が高橋奈苗に決定。4月23日よりサムライTVで、レギュラー番組「スターダム☆カフェ」の放映を発表。
- 3月30日、彩羽匠凱旋大会を大野城まどかぴあ（福岡県大野城市）で開催。愛星ゆうなが試合中に負傷、帰京後、左鎖骨骨幹部の骨折と診断される。
- 3月31日、夕陽が新木場1stRINGで夏樹☆たいようと卒業マッチを行う。試合後、松本浩代と世IV虎がそれぞれ対戦を表明。急遽、夕陽&夏樹☆たいようvs松本浩代&世IV虎による延長戦が行われた。
  - 長期欠場中の横尾由衣が同日付で退団を発表。
- 4月6日、新木場大会でキッズ・ファイター真綾がデビュー。
- 4月11日、安川惡斗が甲状腺の悪化により入院。
- 4月20日、新木場大会で、初のキッズ・ファイター同志の対戦が実現、2戦目の真綾があずみを制す。たわしーず同志の3WAYが行われ、同じ入場テーマ（「睡蓮花」歌・たわしーず）が三度流れて観客が悶絶。急遽、リーダーを賭けて行われ、脇澤美穂が新リーダーとなる。安川惡斗の欠場によるカード変更で、世IV虎と高橋奈苗によって行われたワールド・オブ・スターダム王座挑戦者決定戦は30分ドローに終わる。
- 4月29日、大阪IMPホール大会を開催。紫雷イオが赤いベルトを賭けてアルファ・フィーメルと一年ぶりの再戦を行い、防衛を果たす。
- 5月6日、新木場大会で、紫雷イオが夏樹☆たいようの持つハイスピードのベルトに挑戦、夏樹を下して団体初のシングル二冠に輝く。
- 5月18日、スターダム・プロモーション主催「Beginning」を開催。メキシコのウィメンズ・レスリング・スター（WWS）と業務提携。
- 5月24日、第6回パッション・レッド興行「FOREVER PASSION〜一生青春〜」を開催。
- 6月1日、夏樹☆たいようの引退記念試合となる後楽園大会を開催（観衆1,415人）。団体初のサムライTV生中継。安川惡斗が一時復帰。
- 6月5日、2名のプロテストを実施、ともに合格（5期生扱い）。
- 7月6日、新木場大会を開催。5期生のはづき蓮王がデビュー。
- 7月10日、初の後楽園平日開催（観衆935人）。5期生の"レメイ"明日輝がデビュー。はづき蓮王を破り、デビュー戦を勝利で飾るもヒザを負傷。紫雷イオが里村明衣子を下して赤いベルトを防衛、公言していたV10を達成。
- 7月20日、新木場大会を開催。シングルリーグ戦「STARDOM 5★STAR GP2014」の出場権を賭けて行われたロイヤル・ランブル戦に、岩谷麻優・コグマが勝利。ゴッデス・オブ・スターダム選手権試合で平成スターを下した木村モンスター軍は、試合後のマイクで挑戦を表明した七海里に「負けたら木村モンスター軍入り」を突きつけ、高橋奈苗も了承する。
- 7月27日、名古屋市中スポーツセンター大会を開催。安川惡斗が返上した白いベルトを賭けて「第4代ワンダー・オブ・スターダム選手権王座争奪トーナメント」が行われ、脇澤美穂、岩谷麻優、宝城カイリ、彩羽匠の4選手が出場、岩谷麻優がトーナメントを制して王座を奪取。
- 8月4日、急遽、6期生のクリス・ウルフのプロテストが、シーザージム新小岩で行われる。3日前に交通事故にあって右半身にダメージがあったものの、本人の強い希望で決行し、アグレッシブさで合格判定が下された。
- 8月10日、後楽園大会を開催。後楽園における初のキッズ同志の試合が組まれる。プロテストからわずか6日で6期生のクリス・ウルフがデビュー。アーティスト・オブ・スターダム、ワンダー・オブ・スターダム、ワールド・オブ・スターダムと、三つのタイトル戦すべてで王者が防衛に失敗する。トモダチメイニアとの最終決戦に敗れたたわしーずが解散。テンカウントのゴング中、脇澤がゴングを止めるパロディーを繰り広げるが、選手の岩谷自身がゴングを打ち鳴らして続行した。世IV虎に敗れ、赤いベルトを失った紫雷イオが試合後、世IV虎に共闘を申し入れ、これに呼応する形でユニットが再編される。
- 8月17日、初の仙台大会を仙台Rensaで開催。
- 8月24日、新木場大会でシングルリーグ戦「STARDOM 5★STAR GP2014」開幕。
- 8月31日、ファンクラブイベントで、愛星ゆうな・真綾が昭和軍、あずみが平成軍入りを表明。また、選手の公式ツイッター・フォロアー増加数を競う「裏5★STAR GP2014」の開催を発表。
- 9月23日、後楽園大会「STARDOM 5★STAR GP2014最終戦」を開催。決勝戦で世IV虎を破った紫雷イオが初優勝。「裏5★STAR GP2014」では欠場中の愛星ゆうなが1位に輝く。団体創立4周年の2015年に毎月後楽園大会を開催することを発表。
- 10月26日、新木場における昼夜興行を開催。夜興行では「STARDOM MASK FIESTA2014」〜Halloween Party〜として、出場全選手、リングアナ、ゲストレフェリーもマスクをかぶって行われた。
- 11月3日、後楽園大会「QUEEN TRADITION2014」を開催。ワンダー・オブ・スターダム選手権試合で王者・岩谷麻優に敗れた脇澤美穂が、12月23日の大会でラストマッチを行うことを発表。ゴッデス・オブ・スターダム選手権試合では、王者・七海里が世IV虎・紫雷イオ組を下し、初防衛。
- 11月5日、練習生2名がプロテストを受験し合格するも、1名はアクシデントにより負傷骨折。
- 11月16日、新木場大会で渡辺桃がデビュー。
- 11月22日、いわき大会を開催。
- 12月7日、安川惡斗が復帰。
- 12月14日、青森大会を開催。レイナ・コーポレーションの女優、富山智帆が特別リングアナウンサーとして参加。
- 12月17日、それまでレンタルという形で使用していたZERO1道場をプロレスリングZERO1とDDTプロレスリングでシェアする形で使用することを発表[36][37]。
- 12月23日、脇澤美穂がラストマッチを行い引退。世IV虎が赤いベルトの初防衛戦に、初参戦となる赤井沙希を指名し対戦、これを退け初防衛。

### 2015年
- 2月1日、愛星ゆうなが復帰。
- 2月22日、彩羽匠が尊敬する長与千種の団体マーベラスへの移籍をするため退団。可能な限りの参戦は行う。後楽園大会でコグマが紫雷イオを破り、第9代ハイスピード王者に。メインのワールド・オブ・スターダム選手権試合、世IV虎対安川惡斗で世IV虎が相手の顔面を執拗に攻撃し流血させる。この事態を受けて会社は世IV虎に厳罰を検討することになった。
- 2月25日、前述の試合裁定を世IV虎のTKO勝利から無効試合に変更。世IV虎に対してタイトル剥奪及び無期限出場停止、ロッシー小川社長、風香GM、高橋奈苗に対しても3ヶ月間30％減給処分とするとともに、再発防止策を発表。安川の診断結果は、頬骨、鼻骨、左眼窩底骨折、両目の網膜振盪症と発表された[38][39]。
- 3月8日、騒動後初の大会を新木場で開催。愛星ゆうなが退団。元所属の加藤悠（元はるか悠梨）が参戦表明。
- 3月29日、後楽園大会開催。世IV虎のタイトル返上により空位となったワールド・オブ・スターダム王座争奪トーナメントが行われ、宝城カイリが第5代王者となる。
- 4月21日、東京・中野サンプラザで開催されたももいろクローバーZのトークイベント「ももクロvs女子プロレス　ももいろクローバーZ　試練の七番勝負番外編」に、スターダム提供試合が行われる。
- 4月23日、後楽園大会で「スターダム・シンデレラ・トーナメント2015」を開催[40]。岩谷麻優が1Dayトーナメントを制し、初代シンデレラに。
- 5月13日、3月より足の手術で欠場していた高橋奈苗が退団。
- 5月17日、チェルシーが入団。里村明衣子が宝城カイリの赤いベルトに挑戦を表明。コグマがスター・ファイヤーに敗れ、ハイスピードのタイトルを失う。コグマはこの試合を最後に欠場。
- 5月31日、2月22日より無期限出場停止が続いていた世IV虎の引退を発表。
- 6月14日、後楽園大会で、世IV虎の引退式が行われるが、紫雷イオ、岩谷麻優らの引き留めにより、テンカウントゴングを鳴らさずにリングを去る。ワールド・オブ・スターダム選手権試合が行われ、宝城カイリが里村明衣子と引き分け、赤いベルト防衛を果たすも再戦が決定。
- 7月26日、後楽園大会で宝城カイリが里村明衣子に敗れ、赤いベルトが流出。引退を控えた紫雷美央が紫雷イオと4年ぶりにタッグを組み、紫雷姉妹最終戦が行われる。
- 8月1日、静岡・エコパスタジアムで行われたももいろクローバーZ「桃神祭2015 AGOフェス」で、スターダム提供試合が行われる。
- 8月23日、後楽園大会でSTARDOM 5★STAR GP2015開幕。紫雷イオと岩谷麻優が熱戦の末、引き分け、 宝城カイリがチェルシーに敗れるなど、波乱の幕開け。
- 9月4日と5日、初の北陸シリーズ開催。
- 9月15日、5月より「家庭の事情」で欠場を続けていたコグマが退団。
- 9月23日、後楽園大会で安川惡斗が2月22日無効試合以来の復帰。スターダムUSAのコミッショナーに就任したメドゥーサがSTARDOM 5★STAR GP決勝の立会人としてあいさつ、ブル中野と21年ぶりの再会を果たす。サンダー・ロックが十文字姉妹に雪辱を果たす。決勝で宝城カイリがハドソン・インヴィーを下してSTARDOM 5★STAR GP2015優勝。
- 10月4日、チェルシーがこの試合で一時帰国。
- 10月11日、後楽園大会で、美邑弘海、スターライト・キッドがデビュー。ダーク・エンジェルが日本ラストマッチ。
- 11月15日、後楽園大会で、ジャングル叫女がデビュー。
- 12月23日、安川惡斗が引退。

### 2016年
- 1月10日、安川惡斗が大江戸隊のマネージャーとして登場。
- 5月18日から22日、ヨーロッパツアーを実施。
- 5月29日、七星アリスがデビュー。
- 6月16日、美闘陽子が現役復帰。
- 10月2日、トニー・ストームとレフェリーの村山大値が所属となる。

### 2017年
- 4月9日、羽南がデビュー。
- 6月30日、宝城カイリがWWEの両国国技館大会でWWEと契約を交わした事によりスターダムを退団。カイリ・セイン（Kairi Sane）のリングネームで活動をする事を発表[41][42]。
- 7月16日、渋沢四季がデビュー。
- 11月1日、花月と中野たむが所属となる。
- 11月4日、プロレスリングWAVEを退団した夏すみれが大江戸隊に加入。
- 12月24日、美闘陽子が引退。
- 日付不明、七星アリス退団。

### 2018年
- 3月4日、山口菜緒がデビュー。
- 3月25日、小野崎玲皇がデビュー。
- 3月28日、後楽園大会でナツミがデビュー。鹿島沙希が現役復帰。美邑弘海が引退。風香ゼネラルマネージャー が退団。
- 4月3日、東京都墨田区にスターダム専用の道場が完成。
- 4月15日、新木場大会でドラフト会議2018が行われ、正規軍のジャングル叫女、刀羅ナツコ、米山香織等の選手は「指名外」として扱われ、正規軍（同日にSTARSに改名）預かりとなる[43]。
- 5月20日、小波が所属となる。
- 8月12日、林下詩美がデビュー[44]。
- 9月24日、「STARDOM 5★STAR GP2018」で岩谷麻優が初制覇。また同日、星輝ありさが復帰を表明。

### 2019年
- 1月14日、後楽園での旗揚げ8周年記念大会で飯田沙耶がデビュー。林下詩美がSWA世界王座とEVEインターナショナル王座の二冠を奪取。
- 2月10日、米国遠征中の岩谷麻優がWOH世界王座を奪取。
- 3月25日、WRESTLE-1所属だった木村花のスターダム移籍を発表。
- 3月28日、渋沢四季と山口菜緒が引退。
- 4月5日、ニューヨークで興行を開催。
- 4月14日、新木場1stRINGでドラフト会議2019が開催。メインのOTRルールによる負け残りユニット強制解散5WAYバトルで最後に残ったJANが強制解散された。
- 4月21日、大阪世界館大会で木村花率いる多国籍軍（仮）の正式ユニット名が「TOKYO CYBER SQUAD」になる事を発表。
- 4月29日、後楽園でのシンデレラ・トーナメント2019で星輝ありさが優勝。
- 5月4日、新木場でのQQプロデュース興行で花月を降してワールド・オブ・スターダム王座を奪取したビー・プレストリーがスターダム所属を表明する。
- 5月5日、新木場での大江戸隊プロデュース興行でアンドラス宮城が入団。
- 5月16日、後楽園大会で星輝ありさが渡辺桃を降してワンダー・オブ・スターダム王座を奪取。また、TCSもアーティスト・オブ・スターダム王座を奪取した。
- 6月23日、松江での鹿島沙希凱旋大会でSTARSがアーティスト・オブ・スターダム王座を奪還。
- 7月10日、プロテストで上谷沙弥と星野まなねが合格。
- 7月15日、名古屋大会でジャングル叫女＆小波組がゴッデス・オブ・スターダム王座を奪取。
- 7月20日、大阪大会で大江戸隊がアーティスト・オブ・スターダム王座を奪取。
- 8月7日、FIRE PRO WRESTLING WORLDでスターダムとのコラボを発表。
- 8月10日、後楽園大会で上谷沙弥がデビューも渡辺桃に敗れる。
- 9月15日、ジャングル叫女が前日の大阪世界館大会で右肩鎖関節脱臼を発症したため長期欠場を発表。
- 9月22日、後楽園でのSTARDOM 5★STAR GP2019優勝決定戦で木村花が優勝。
- 10月17日、株式会社スターダムがブシロードグループの株式会社キックスロードへの事業譲渡契約を結び、その記者会見を開いた[25]。
- 11月4日、後楽園大会で岩谷麻優がビー・プレストリーを降してワールド・オブ・スターダム王座を奪取。
- 11月15日、名古屋大会での第9回GODDESSES OF STARDOMタッグリーグ戦の優勝決定戦で星輝ありさ＆中野たむ組が優勝。また、元アイスリボンのジュリアと「選手出場契約」を締結したと発表。
- 11月23日、新木場大会で星野唯月がデビュー。
- 11月28日、ジュリアの正式入団を発表。
- 12月1日、ブシロードグループの株式会社ブシロードファイト（旧キックスロード）にスターダムの女子プロレス運営事業を譲渡[45][46]。ロッシー小川は現場を担当する最高責任者としてエグゼクティブプロデューサーに就任[47]。株式会社スターダムは解散して清算を結了[48]。新日本プロレスと同一傘下となり、新日本OBのミラノコレクションA.T.がスペシャルコーチに就任する。
- 12月24日、後楽園大会で葉月が引退。
- 12月26日、花月がスターダム退団及び引退を発表。

### 2020年
- 1月3日からBS日テレ、1月5日からTOKYO MXでレギュラー放送「We are STARDOM!!〜世界が注目!女子プロレス〜」が開始。
- 1月4日、新日本プロレス・東京ドーム大会の第0試合で「スターダム提供試合」（岩谷＆星輝vs木村＆ジュリア）を行う。
- 1月19日、後楽園での9周年記念大会が同場大会では最多となる1,602人を動員。ビー・プレストリー＆ジェイミー・ヘイター組がゴッデス・オブ・スターダム王座を奪取。ジュリアが朱里、舞華と新ユニット「ドンナ・デル・モンド」（略称：DDM）を結成。
- 1月26日、大阪大会を最後に花月が退団（2月の引退まではフリー扱いで継続参戦）。
- 2月8日、後楽園大会でDDMがアーティスト・オブ・スターダム王座を奪取。
- 2月16日、新木場大会で小野崎玲皇が飯田沙耶と組んで引退試合を行った。
- 2月18日、新型コロナウイルス感染症による流行拡大を受け、2月19日から3月14日まで、3月8日を除くの全ての大会・イベントの開催自粛を決定[49]（その後29日まで自粛を延長）。
- 3月8日、後楽園大会をYouTube Liveで配信する形による無観客試合で開催。オープニングの時間差バトルロイヤルで中西百重と下田美馬が特別参加、獣神サンダー・ライガーと美闘陽子、相羽あいながゲスト解説で登場。
- 3月24日、後楽園ホールで37日ぶりに観客を入れたSTARDOM Cinderella tournament2020を開催してジュリアが優勝。観衆538人。その後、改正・新型インフルエンザ等対策特別措置法に基づく緊急事態宣言の発令に伴い、再び開催自粛に入る。
- 5月8日の会見で、緊急事態宣言の延長に伴い、5月の全大会の中止を決定。合わせて「We are STARDOM!!〜世界が注目!女子プロレス〜」のTOKYO MXでの放送の6月末での終了（BS日テレは継続）、矢野通のスペシャルアドバイザー就任を発表。
- 5月20日、星輝ありさが首および頭部の負傷のため引退を発表、保持していたワンダー・オブ・スターダム王座も返上。
- 5月23日、木村花が急逝したことを公表[50]。
- 6月21日、新木場1stRINGでFC会員限定で3ヶ月ぶりの興行を開催。試合前に木村花の追悼セレモニー。有田ひめか改めひめかがDDMに加入。
- 7月18日、8月22・23日に横浜武道館でプロレスこけら落としを行うと発表。
- 7月26日、後楽園大会で星輝ありさの引退で返上したワンダー・オブ・スターダム王座の王者決定戦決勝を行い、ジュリアが中野たむを降して新王者となる。林下詩美＆上谷沙弥組がゴッデス・オブ・スターダム王座を奪取。ひめかが7月1日付で、舞華が8月1日付で入団すると発表。星野唯月が体調不良により活動停止を発表。
- 8月15日、参戦していない選手1人が新型コロナウイルスのPCR検査で陽性と判定されたため、大阪府立体育会館・第2競技場大会が開始直前で中止となる[51]。また、21日にも、新たに参戦予定選手1人が新型コロナウイルス陽性と判明したため、22・23日の横浜武道館プロレスこけら落としと29日新潟及び30日富山の4大会の中止を発表[52]。
- 9月19日、後楽園でのSTARDOM 5★STAR GP2020優勝決定戦で林下詩美が優勝。
- 9月22日、公式Youtubeチャンネルの動画で12月20日に大阪府立体育会館・第1競技場進出を発表。
- 9月28日、予定されていた星野唯月の引退試合が星野の体調不良で中止となり、挨拶のみでリングを去る。
- 10月3日、横浜武道館でプロレスこけら落としを改めて開催。観衆1007人（満員）。事前に発表されていた「Z」が白川未奈として参戦。DDMの新メンバー「XXXX」が万喜なつみ改め「なつぽい」である事を発表。TCSと大江戸隊の敗者ユニット解散ノーDQマッチは小波の裏切りで敗れたTCSが解散。メインのワールド・オブ・スターダム王座戦で岩谷麻優に敗れた朱里が入団を表明。大会前に練習生1名がプロテストを受験し合格[53]。
- 10月4日、名古屋大会で前日に解散されたTCSの残りのメンバーがSTARSに合流。
- 10月7日、ジャングル叫女が左膝前十字靭帯と右膝外側側副靭帯の断裂及び右肩・肩鎖関節完全脱臼の手術のため長期欠場を発表。
- 10月29日、後楽園大会で朱里が11月1日付で入団する事を正式に発表。オープニングの5WAY戦で鹿島沙希の勝利をアシストした吏南がSTARSを裏切り大江戸隊に加入した。
- 11月8日、大阪大会での第10回GODDESSES OF STARDOMタッグリーグ戦の優勝決定戦でMOMOAZ（渡辺桃＆AZM）が優勝。
- 11月14日、後楽園大会でレディ・Cがデビュー。中野たむが白川未奈、ウナギ・サヤカと「COSMIC ANGELS」を結成。大江戸隊がアーティスト・オブ・スターダム王座を奪取。
- 11月15日、仙台サンプラザホール初開催。林下詩美がワールド・オブ・スターダム王座を、朱里がSWA世界王座をそれぞれ奪取。
- 同日、2021年3月3日に10周年記念大会として日本武道館大会の開催が発表される。
- 11月20日、上野恩賜公園野外ステージで開催された北斗晶主催の女子プロレス合同興行「Women’s Pro-Wrestling Assemble vol.2」に初参加。第7試合セミファイナルで上谷沙弥＆AZM vs スターライト・キッド＆飯田沙耶、上谷がフェニックス・スプラッシュを披露し飯田を撃破。
- 12月2日、 羽南・吏南・妃南の3人が家庭の事情により長期欠場をそれぞれのツイッターで発表。
- 12月12日、スターダム10周年＆ブシロード体制1周年戦略発表会が行われ、「We are STARDOM!!〜世界が注目!女子プロレス〜」が2021年1月から独立局を中心の7局を加えた8局ネットと公式YouTubeチャンネルでのプレミア公開に拡大。同1月30日にベルサール高田馬場でプロレス興行を加えたスターダムアワード2020の開催と日本武道館大会でOGメンバーを加えたオールスターランブルの開催が決まった。
- 12月12日、ディアナの新宿FACE大会にスターライト・キッドが参戦。梅咲遥と対戦し時間切れ引き分け。
- 12月16日、この日から期間限定で少女☆歌劇 レヴュースタァライトとのコラボキャンペーンを実施。後楽園大会でCOSMIC ANGELSがアーティスト・オブ・スターダム王座を奪取。
- 12月20日、大阪府立体育会館・第1競技場に初進出。観衆1027人。2021年1月5日の新日本プロレス東京ドーム大会2日目への提供試合の実施と10周年を機に団体ロゴを一新する事を発表。STARSを降してアーティスト・オブ・スターダム王座を初防衛したCOSMIC ANGELSがSTARSを脱退しユニットとして活動へ。フューチャー・オブ・スターダム王座を奪取した飯田沙弥が王座への挑戦資格の変更を訴え了承される。
- 12月26日、後楽園大会で2021年1月5日の新日本プロレス東京ドーム大会2日目のスターダム提供ダークマッチ全2試合を発表。ビー・プレストリー&小波組がゴッデス・オブ・スターダム王座を奪取。エンディングでOGの世志琥と高橋奈七永が乱入して所属選手へ宣戦布告。

### 2021年
- 1月5日、新日本プロレス東京ドーム大会2日目でスターダム提供ダークマッチ全2試合（林下＆上谷＆AZMvs舞華＆なつぽい＆ひめか、岩谷＆たむvsジュリア＆朱里）を行った。
- 1月17日、後楽園での10周年記念大会の開始前になつぽいの正式入団を発表。試合前の10周年記念セレモニー中に世志琥がVTRで岩谷麻優に対し「（同大会から）1週間以内に返事をよこせ」という最終通告を突き付けた。
- 1月22日、SEAdLINNNG新木場大会の冒頭で岩谷麻優、渡辺桃、飯田沙耶が乱入し、3月3日の日本武道館大会での岩谷麻優vs世志琥と渡辺桃vs高橋奈七永の一騎打ちを表明した[54]。
- 1月26日、この日から「ロードモバイル」とのコラボ企画である「ロードモバイル スターダム対抗戦」がスタート（3月8日まで）[55]。
- 1月30日、ベルサール高田馬場に初進出。観衆403人。スターダムアワード2020の後に3月3日の日本武道館大会のカード第1弾が発表され、岩谷麻優vs世志琥と渡辺桃vs高橋奈七永の一騎打ちを正式に発表した他、オールスターランブルのOGメンバーとして愛川ゆず季、加藤悠、まなせゆうな、美邑弘海、脇澤美穂、中西百重、コグマ、美闘陽子の出場が発表された。
- 2月7日、新木場大会で3月3日の日本武道館大会でのジュリアvs中野たむの敗者髪切りマッチが決まった。
- 2月10日、SEAdLINNNG新木場大会のメインに渡辺桃と飯田沙耶がタッグで出場も高橋奈七永&中島安里紗組に敗れる[56]。
- 2月13日、団体初の後楽園大会2連戦初日。岩谷麻優と組んでCOSMIC ANGELSを降したMarvelousの門倉凛が3月3日の日本武道館大会参戦を岩谷に直訴して了承を得た。更にセコンドにいた長与千種の同大会参戦を要求し、当人もそれに応じた。スターライト・キッドを降してワンダー・オブ・スターダム王座を防衛したジュリアが対戦相手の髪を切っただけでなくマスク剥ぎの暴挙に出た[57]。
- 2月14日、団体初の後楽園大会2連戦2日目。3月3日の日本武道館大会のオールスターランブルの他団体参加メンバーとして松本浩代、下田美馬、井上京子、さくらえみ、星月芽依、門倉凛、長与千種の出場が発表された。ジュリアが中野たむとの敗者髪切りマッチにワンダー・オブ・スターダム王座を賭けると宣言した[58]。舞華&ひめか組がゴッデス・オブ・スターダム王座を奪取。
- 2月18日、3月3日の日本武道館大会のタイトル戦調印式と会見を開き、ジュリアvs中野たむの敗者髪切りマッチがワンダー・オブ・スターダム王座戦としてメインで行われる事が正式に決まった。
- 2月20日、新木場大会2連戦の初日でルアカがSTARSを裏切り大江戸隊に加入した。
- 3月3日、日本武道館に初進出となる「レック Presents スターダム10周年記念〜ひな祭り ALLSTAR DREAM CINDERELLA〜」を開催。観衆3318人（コロナ対策限定人数、満員）。なつぽいがハイスピード王座を奪取。オールスターランブルはウナギ・サヤカが制す。メインのワンダー・オブ・スターダム王座戦敗者髪切りマッチは中野たむが王座を奪取し、敗れたジュリアは髪が切られて坊主姿になった。
- 3月6日、上野恩賜公園野外ステージで開催された「Women’s Pro-Wrestling Assemble vol.4」に2度目となる参加。第7試合セミファイナルで岩谷麻優＆スターライト・キッド vs 渡辺桃＆AZMというカードが組まれ、岩谷がAZMを撃破。
- 3月7日、後楽園大会でルアカが「琉悪夏」に改名。
- 3月28日、大阪での昼夜大会を利用したSTARS以外の4ユニットによる6人タッグでのユニット・トーナメント決勝で大江戸隊がCOSMIC ANGELSを降して優勝した。
- 4月4日、2度目となる横浜武道館大会の「U-REALM Presents YOKOHAMA DREAM CINDERELLA 2021 in Spring」を開催。観衆1029人（コロナ対策限定人数）。最後にフォールされた選手が勝ったユニットに強制移籍となるSTARSvs大江戸隊のイリミネーションマッチで大江戸隊が勝利し、最後にフォールされたゴキゲンです☆が敗れ大江戸隊に強制加入。ワールド・オブ・スターダム選手権で林下詩美に敗れたビー・プレストリーがスターダムからの離脱を表明。ジュリア&朱里組がゴッデス・オブ・スターダム王座を奪取。
- 4月23日、この日の夜に4都府県で3度目の緊急事態宣言が同25日から5月11日まで発令される事を受けて発令中の間の大阪府立体育会館3大会と同30日後楽園大会のシンデレラトーナメントの2回戦〜決勝の中止が決まった。なお、同トーナメントは延期か無観客の方向で協議した結果、同28日に5月14日の後楽園大会で2回戦〜準々決勝、同29日の大田区総合体育館大会で準決勝〜決勝を行う事が発表された。
- 5月7日、この日発売の週刊プロレスの「日本プロレス主要団体チャンピオンリスト」でフューチャー・オブ・スターダム王座が空位になっていた事が判明。その後、同10日にスターダムの公式サイトで当時の王者だった飯田沙弥が負傷のためベルトを返上したと発表し、同14日の後楽園での「STARDOM Cinderella tournament2021」2回戦〜準々決勝から第5代王座決定トーナメントを開催する事も発表した[59]。
- 5月11日、大田区総合体育館側が都内の緊急事態宣言延長により月末までの使用停止を表明したため同29日に同場で開催予定だった「TOKYO DREAM CINDERELLA 2021」の中止が発表された[60]。
- 5月14日、後楽園での「STARDOM Cinderella tournament2021」2回戦〜準々決勝の開始前にウナギ・サヤカが4月1日付で正式入団する事が発表された。また、中止となっていた大田区総合体育館大会が6月12日に「TOKYO DREAM CINDERELLA 2021 Special Edition」として代替開催される事が決まり[61]、「STARDOM Cinderella tournament2021」準決勝〜決勝もここで行われる。同トーナメント準々決勝でひめかに敗れた後、大江戸隊に痛ぶられた岩谷麻優の前に謎の覆面女が現れて岩谷を救出。その正体がコグマである事を明かすとSTARSの一員として復帰すると表明した。声優の渡瀬結月がリングアナデビュー[62]。
- 5月16日、名古屋大会2連戦の2日目でDDMと引き分けたCOSMIC ANGELSがアーティスト・オブ・スターダム王座の史上最多となる5度目の防衛を達成。
- 5月23日、後楽園で行われた『木村花メモリアルマッチ「またね」』に小波、朱里、なつぽい、DEATH山さんが参戦し、花月と葉月が一日復帰、長期欠場中のジャングル叫女も来場した。
- 5月29日、戦姫絶唱シンフォギアXDとのコラボが決定した[63]。それに合わせて6月12日の大田区総合体育館大会のタイトルが「シンフォギアXD presents TOKYO DREAM CINDERELLA 2021 Special Edition」に変更する事も決まった。
- 5月31日、6月19日に予定されていた大阪府立体育会館・第2競技場大会が緊急事態宣言による施設の利用不可により中止が決定。その後、同じ日に静岡市の清水マリンビルで代替大会を開く事が公式サイトで発表された[64]。
- 6月5日、上越大会でコグマが6年ぶりに復帰し、体調不良で休養していた鹿島沙希もこの大会から復帰した。
- 6月8日、後楽園大会で大田区でのSTARSvs大江戸隊の最後にフォールされた選手が勝ったユニットに強制移籍のルールであるイリミネーションリマッチのX選手についてSTARSが門倉凛、大江戸隊は鹿島沙希と発表された[65]。
- 6月12日、大田区総合体育館に初進出となる「シンフォギアXD presents TOKYO DREAM CINDERELLA 2021 Special Edition」を開催。観衆1240人（コロナ対策限定人数）。「STARDOM Cinderella tournament2021」決勝で上谷沙弥が舞華を下して初優勝した。最後にフォールされた選手が勝ったユニットに強制移籍となるSTARSvs大江戸隊のイリミネーションリマッチは大江戸隊が勝利し、最後にフォールされたスターライト・キッドが琉悪夏の舎弟として大江戸隊に強制加入された。メインの林下詩美vs朱里のワールド・オブ・スターダム選手権は時間切れドローとなり、両者の意向で急遽延長戦になるも両者KOで林下が防衛した。特報として戦姫絶唱シンフォギアXDとのコラボイベントが14日から開始と「STARDOM 5★STAR GP2021」が7月31日・8月1日横浜武道館2連戦で開幕し、9月25日に大田区総合体育館で最終戦を行うの2つが大会中に発表された。
- 7月1日、4日の横浜武道館大会のタイトル戦調印式&記者会見で「We are STARDOM!!〜世界が注目!女子プロレス〜」がU-NEXTとAmazon Prime Videoにも配信を開始すると発表した[66]。
- 7月4日、横浜武道館で「YOKOHAMA DREAM CINDERELLA 2021 in Summer」を開催。観衆1135人（コロナ対策限定人数、満員）。空位となっていたフューチャー・オブ・スターダム王座決定トーナメント決勝は白川未奈がウナギ・サヤカを降して同王座を獲得。メインの林下詩美vs刀羅ナツコのワールド・オブ・スターダム選手権は刀羅が場外へのダイビングフットスタンプに失敗した時に左足を痛め、ドクターストップの不完全燃焼決着となる。翌日、負傷した刀羅ナツコが左膝前十字靭帯断裂と診断され長期欠場を発表[67]。
- 7月6日、後楽園大会で同17日の高田馬場大会でのSTARSvs大江戸隊の最終決戦が発表され、岩谷麻優がスターライト・キッド奪還を目指し大江戸隊5人を相手に勝ち抜き戦を行い、全員倒せばスターライト・キッドの意思を再確認する事になる。
- 7月17日、高田馬場大会の昼の部で岩谷麻優vs大江戸隊の1vs5勝ち抜きスターライト・キッド奪還マッチが行われ、岩谷が5人抜き達成もキッドは岩谷を超えてみせると大江戸隊残留を表明。ウナギ・サヤカが白川未奈とのリターンマッチを制してフューチャー・オブ・スターダム王座を奪取。夜の部では「STARDOM 5★STAR GP2021」の出場選手公開会見が開かれ、ブルースターズの他団体選手についてMarvelousの彩羽匠が出場する事を上谷沙弥がフライングで発表してしまった。
- 7月19日、後楽園でのMarvelous旗揚げ5周年記念大会にスターダムから岩谷麻優、スターライト・キッド、AZMの3選手が参戦。
- 7月25日、後楽園大会に元アクトレスガールズの桜井まいが来場して参戦を直訴。直後にウナギ・サヤカが現れて査定マッチを要求したが、状況によってはフューチャー・オブ・スターダム王座も掛けるとの事[68]。
- 7月31日、「STARDOM 5★STAR GP2021」が横浜武道館で開幕。
- 8月13日、後楽園大会は平日昼間の開催にもかかわらず札止めの観衆713人（コロナ対策限定人数）を記録。スターダム初参戦の桜井まいがウナギ・サヤカとのフューチャー・オブ・スターダム王座戦直後にCOSMIC ANGELS入りを直訴し、ウナギは拒否するもリーダーの中野たむが承諾した。9月4日と5日の新日本プロレスメットライフドーム大会2連戦に提供ダークマッチの実施をする事も発表された[69]（その後9月1日に対戦カードが発表[70]）。同日夜、新型コロナウイルスの濃厚接触選手が複数いたため8月14日の新潟大会と同15日の長野大会の中止が発表された[71]。
- 8月16日、8月21日の高松大会と同22日の松山大会が新型コロナウイルスの濃厚接触選手の自宅療養期間である事と観客・選手・関係者の安全考慮のため中止と発表した[72]。
- 8月20日、つくばカピオ側が茨城県の緊急事態宣言による全館閉鎖の指示があったため9月5日の同場大会の中止が発表された[73]。
- 8月28日、名古屋大会から興行が再開し、「桜井まいスターダム・チャレンジ」もこの日から始まった。
- 8月29日、ベルサール汐留に初進出。観衆365人（コロナ対策限定人数、満員）。前日に公式ツイッターで重大発表があるという理由からこの日は公式Youtubeチャンネルで全試合配信を行った[74]。レディ・Cを降した岩谷麻優の前に葉月が現れて復帰を表明。重大発表として9月4日と5日の新日本プロレス西武ドーム大会2連戦での提供ダークマッチについて新日本プロレスワールドで全世界に生配信される事と10月9日に「10th Anniversary Grand Final OSAKA DREAM CINDERELLA 2021〜大阪めっちゃスターダム〜」として女子プロレスでは26年ぶりとなる大阪城ホール進出を発表した。スターライト・キッドがハイスピード王座を奪取。
- 9月4日、ベルサール新宿グランド大会に元アクトレスガールズの月山和香が来場して参戦を直訴。直後にまたもウナギ・サヤカが現れフューチャー・オブ・スターダム王座を賭けて査定マッチを行うと表明した[75]。夕方には新日本プロレス西武ドーム大会2連戦初日の提供ダークマッチとして舞華&レディ・Cvs渡辺桃&上谷沙弥が行われた。
- 9月5日、新日本プロレス西武ドーム大会2連戦2日目の提供ダークマッチとしてジュリア＆朱里vs渡辺桃&上谷沙弥が行われた。
- 9月6日、後楽園大会でスターダム初参戦の月山和香がウナギ・サヤカの持つフューチャー・オブ・スターダム王座に挑むも敗れる。5★STAR GP公式戦でスターライト・キッドを降したコグマの前に葉月が現れ、「これまでの過去を清算する」として同期のコグマを10月9日大阪城ホール大会での復帰戦の相手に指名した[76]。新たに11月3日に「KAWASAKI SUPER WARS〜川崎超女大戦〜」として川崎市のとどろきアリーナ大会と同27日に「TOKYO SUPER WARS〜東京超女大戦〜」として国立代々木競技場第二体育館大会の両進出を発表した[77]。
- 9月9日、ジュリアが負傷している首の治療のため11日の新宿大会以降の9月中の大会を全て欠場し、5★STAR GPレッドスターズ公式戦の残り4試合を不戦敗にする事を発表した[78]。
- 9月11日、「月山和香スターダム・チャレンジ」が新宿住友ホール大会からスタートした。
- 9月14日、ブシロードTCG戦略発表会2021秋にスターライト・キッドが乱入し、「Reバース for you」にスターダムが参戦する事を発表した[79]。
- 9月20日、後楽園大会でレディ・Cがジャイアント・バックブリーカーで月山和香を降してデビュー初勝利[80]。
- 9月25日、大田区総合体育館でのSTARDOM 5★STAR GP2021優勝決定戦で朱里が優勝。また、特報として12月29日に8年ぶりの両国国技館進出となる「STARDOM RYOGOKU DREAＭ QUEENDOM 2021〜両国美神王国〜」の開催を発表した。
- 9月28日、ブシロードの今年6月期株主総会に岩谷麻優、林下詩美、中野たむ、スターライト・キッド、なつぽいの5人が出席し、親会社の約3億円の赤字計上に対してキッドが木谷高明社長を張り手で倒すという一幕があった[81]。夕方には10月9日大阪城ホール大会の4大タイトル戦調印式を含めた記者会見が開かれ、「We are STARDOM!!〜世界が注目!女子プロレス〜」について10月から地上波放送とネット配信に限定する事と、同月からFIGHTING TV サムライで「煌めく☆まるごとスターダム」の放送開始を発表した。更に、月山和香のCOSMIC ANGELS入りと5★STAR GPを制した朱里が12月29日両国国技館大会のワールド・オブ・スターダム王座挑戦権を賭けて大阪城ホール大会で小波とSWA世界選手権を行う事も合わせて発表した。
- 9月30日、ジャングル叫女の退団を発表[82]。
- 10月3日、名古屋大会2連戦の2日目で9日の大阪城ホール大会でのSWA世界選手権について挑戦者の小波がUWFルールでの実施を王者の朱里に要求した[83]。DDMがアーティスト・オブ・スターダム王座を奪取。
- 10月5日、公式サイトで9日の大阪城ホール大会でのSWA世界選手権についてUWFルールでの実施が正式に決まった他、DDMvsQQについてアーティスト・オブ・スターダム王座を賭ける事も正式に決まった[84]。
- 10月8日、大阪城ホール大会前日にSWA世界選手権ワールド・オブ・スターダム王座挑戦権争奪UWFルールマッチの取りやめが発表された[85]。挑戦者の小波が急性腸炎で緊急入院して同大会を欠場したため。
- 10月9日、大阪城ホールに初進出となる「10th Anniversary GRAND FINAL OSAKA DREAM CINDERELLA 2021〜大阪めっちゃスターダム〜」を開催。観衆1441人（コロナ対策限定人数）。特報として12月18日に大阪府立体育会館・第1競技場で「OSAKA SUPER WARS〜大阪超女大戦〜」を開催する事を発表した。第0試合で吏南と組んで勝利した鹿島沙希がPPV中継の解説席にいた朱里にSWA世界選手権の即日挑戦をアピールし、急遽ワールド・オブ・スターダム王座挑戦権争奪戦も含めて組まれるも朱里が防衛した。復帰戦でコグマを降した葉月が彼女との共闘のかたちで「第11回GODDESSES OF STARDOMタッグリーグ戦」に参戦すると表明した[86]。琉悪夏がフューチャー・オブ・スターダム王座を奪取。
- 10月13日、11月3日川崎大会の4大タイトル戦調印式と17日に開幕する「第11回GODDESSES OF STARDOMタッグリーグ戦」の出場チーム発表会見が開かれ、なつぽいが来年1月20日から30日まで池袋サンシャイン劇場にて上演される「舞台版アサルトリリィ Lost Memories」に出演すると発表した[87]。
- 10月17日、後楽園での「第11回GODDESSES OF STARDOMタッグリーグ戦」開幕戦のブルーゴッデス公式戦でMOMOAZと引き分けた黒虎怪童のスターライト・キッドがMOMOAZの渡辺桃を『ショッパイ』と挑発し、11月3日川崎大会での渡辺との5STAR リマッチをハイスピード選手権へ変更する要求を渡辺が受諾して実施される事となった[88]。
- 10月18日、首の治療のため欠場中のジュリアが朱里と保有しているゴッデス・オブ・スターダム王座について公式Youtubeチャンネルで「第11回GODDESSES OF STARDOMタッグリーグ戦」で朱里と舞華のユニットであるポニーテールと武士道がブルーゴッデス代表になった場合は同王座の即返上と優勝決定戦を同王座決定戦と兼ねて実施する方針を決めた[89]。
- 11月3日、川崎市のとどろきアリーナに初進出となる「KAWASAKI SUPER WARS〜川崎超女大戦〜」を開催。観衆906人（コロナ対策限定人数）。特報として2022年1月29日に名古屋市の愛知県体育館初進出となる『創立11周年記念 NAGOYA SUPREME FIGHT 2022〜名古屋どえりゃ〜！スターダム〜』の開催を発表した[90]。
- 11月4日、後楽園での「第11回GODDESSES OF STARDOMタッグリーグ戦」レッドゴッデス公式戦でAphroditEと引き分けたFWCのコグマがパートナーの葉月をSTARSに勧誘し、観客の反応の結果、葉月のSTARS入りが決まった。
- 11月5日、27日の代々木大会のメインスポンサーにシュワルツコフ プロフェッショナルが内定し、大会名が「FIBREPLEX Presents TOKYO SUPER WARS〜東京超女大戦〜」に変更となった[91]。
- 11月14日、後楽園での「第11回GODDESSES OF STARDOMタッグリーグ戦」の優勝決定戦でFWC（コグマ&葉月）が優勝も、直後に現れたスターライト・キッドが渡辺桃に対して12月18日大阪大会での敗者がユニット移動となる完全決着戦を要求した。
- 11月27日、国立代々木競技場第二体育館に初進出となる「FIBREPLEX Presents TOKYO SUPER WARS〜東京超女大戦〜」を開催。観衆1169人（コロナ対策限定人数）。特報として2022年の戦い初めとして1月3日にベルサール高田馬場でプロレス興行を加えたスターダムアワード2021の開催と同8日&9日の後楽園大会2連戦を発表した[92]。
- 11月29日、12月18日の大阪大会の記者会見が開かれ、渡辺桃とスターライト・キッドの決着戦がQQvs大江戸隊の4vs4キャプテン敗者強制移籍キャプテンフォールイリミネーションマッチとして行わる事となり、更にキッドがQQに強制移籍した場合はマスクを脱いでもらっての素顔で試合という渡辺の要求をキッドが受け入れた。加えてQQと大江戸隊以外の3ユニットとMarvelousの4チームによる6人タッグでの1,000万円賞金争奪ユニット・トーナメントの開催も決まり、決勝では1回戦を勝ち上がった2ユニットが通常のプロレスルールに加えて空中に吊るしてある現金入りトランクをラダーを使って確保したユニットが1,000万円獲得というラダーマッチ形式で行われる事となった[93]。
- 12月4日、新宿大会の開始前に会見が行われ、コグマと月山和香が正式にスターダム所属となった他、小波が体調面の問題で年内での退団を発表した。その小波の退団発表中にジュリアが乱入して29日両国大会での一騎打ちを要求。当人も受けて小波のスターダムラストマッチとして行われる事となった。
- 12月7日、スターダム戦略発表会が行われ、「We are STARDOM!!〜世界が注目!女子プロレス〜」について2022年1月からBSとTOKYO MXでの放送を復活させる事を発表し、BSについてはBS11で放送するとの事。更に同年1月1日22:00〜23:00と2日0:00（1日深夜）〜11:00までTOKYO MXと公式Youtubeチャンネルで「ブシロードTCG Presents あけましてスターダム！元日12時間スペシャル」を放送すると発表した。
- 12月10日、2022年1月5日の新日本プロレス東京ドーム大会2日目にスターダム提供試合を実施すると発表した[94]。
- 12月12日、高田馬場大会での両国大会2大タイトル前哨戦の試合後にワールド・オブ・スターダム王座の挑戦権保持者である朱里が自らが持ってるSWA世界王座を賭ける事をワールド王者の林下詩美に提案し、夕方に行われた公開記者会見で公式側が正式にワールド・オブ・スターダム王座とSWA世界王座の二冠戦に変更を発表した。また、2022年1月5日の新日本プロレス東京ドーム大会2日目のスターダム提供試合が5ユニットの代表選手によるくじ引きの結果、岩谷麻優&スターライト・キッドvs中野たむ&上谷沙弥のタッグマッチに決まった。
- 12月18日、大阪府立体育会館・第1競技場で「OSAKA SUPER WARS〜大阪超女大戦〜」を開催。観衆1222人（コロナ対策限定人数）。QQvs大江戸隊の4vs4キャプテン敗者強制移籍キャプテンフォールイリミネーションマッチは最後にQQのキャプテンだった渡辺桃が椅子を使っての暴走で反則負けを選ぶと同時に自ら大江戸隊移籍を表明した。1,000万円賞金争奪ユニット・トーナメントはDDMが優勝し、急遽追加されたアーティスト・オブ・スターダム王座も防衛した。
- 12月25日、後楽園ホール大会のSTARS対CAの6人タッグ戦後に怪覆面3人が乱入し、覆面を剥がされたジュリアが、これまで乱入を繰り返してきた覆面2人をDDMの新メンバーとして迎え入れたことを明かした。
- 12月29日、両国国技館で「STARDOM DREAM QUEENDOM 2021」を開催。観衆3039人（満員／コロナ対策限定人数）。3月26日と27日に「LECクリンぱっ！presents STARDOM WORLD CLIMAX 2022 in 両国国技館」を開催する事を発表した。メインのワールド・オブ・スターダム王座とSWA世界王座を賭けた二冠戦でSWA王者の朱里がワールド王者の林下詩美を破ってゴッデス・オブ・スターダム王座と合わせた三冠王者になった。上谷沙弥がワンダー・オブ・スターダム王座、羽南がフューチャー・オブ・スターダム王座をそれぞれ奪取。

### 2022年
- 1月3日、ベルサール新宿グランドで年度開幕戦。この日は公式Youtubeチャンネルで全試合の生配信を行った[95]。メインのDDM対CAの6人タッグでジュリアのパートナーだった覆面選手のXとXXが元アイスリボンのテクラと元東京女子プロレスの舞海魅星改めMIRAIだった事が明らかとなり、DDMの新メンバーとなった[96]。レディ・CがQQに加入[97]。
- 1月5日、新日本プロレス東京ドーム大会2日目でスターダム提供タッグマッチ（岩谷麻優&スターライト・キッドvs中野たむ&上谷沙弥）を行った[98]。
- 1月8日、後楽園大会2連戦の初日に元アクトレスガールズの向後桃が来場してスターダム参戦を直訴すると、"スターダムの査定係"ウナギ・サヤカが現れて向後の査定試合を要求した[99]。朱里がワールド・オブ・スターダム王座に専念するためSWA世界王座の返上を発表した[100]。
- 1月9日、後楽園大会2連戦の2日目で前日の渡辺桃に敗れたAZMが負傷のため欠場となり、大江戸隊との3対4のハンディキャップマッチに敗れたQQの林下詩美が試合後、29日の名古屋大会での渡辺との一騎打ちを要求した[101]。FWCがゴッデス・オブ・スターダム王座を奪取[102]。
- 1月10日、両国KFCホール大会でテクラが空位となってるSWA世界王座が欲しいとアピールし、そこに白川未奈が名乗りを上げた事で近くに王者決定戦を行う運びとなった[103]。
- 1月11日、29日の名古屋大会の記者会見が開かれ冠スポンサーにホーユーが内定し、大会名が「hoyu professional presents 創立11周年記念 NAGOYA SUPREME FIGHT 2022〜名古屋どえりゃ〜!スターダム〜」に変更となった[104]。
- 1月23日、大阪大会で初参戦の向後桃はウナギ・サヤカに敗れて直後に双方でCA入りを拒否したが、その後の試合でSTARSが勝った直後に乱入して同ユニットの加入を懇願し、岩谷麻優から認められた事で正式にSTARSに加入となった[105]。
- 1月29日、名古屋市の愛知県体育館に初進出となる「hoyu professional presents 創立11周年記念 NAGOYA SUPREME FIGHT 2022〜名古屋どえりゃ〜！スターダム〜」を開催。観衆1306人（コロナ対策限定人数）。当日になって中野たむ、桜井まい、月山和香の3選手が体調不良のため欠場となり、発表したカードの一部が急遽変更となった[106]（3選手は2月1日の後楽園大会も欠場した[107]）。第1試合終了後にプロミネンスが乱入し、ジュリアに宣戦布告した上で3月26&27日の両国国技館大会2連戦への参戦を表明した[108]。テクラが白川末奈とのSWA世界王座決定戦を制して新王者となる[109]。同大会2連戦でのワールド・オブ・スターダム王座挑戦権2日分を賭けた試合は岩谷麻優対ジュリアの一騎打ちに変更されたが時間切れドローとなり、ロッシー小川GPの判断で両者に挑戦権が授与され、両者の話し合いの結果ジュリアが26日、岩谷が27日の同王座挑戦を表明した[110]。特報として「STARDOM Cinderella tournament2022」が4月3日にプロレス初使用となる立川ステージガーデンで開幕し、同29日に大田区総合体育館で優勝決定戦を行う事を発表した[111]。
- 2月1日、後楽園大会のセミ終了後にプロミネンスの5人が再び乱入し、世羅りさの要求を朱里が受けて立った事で21日同場大会での朱里&テクラvs世羅りさ&藤田あかねのタッグマッチが決まった[112]。
- 2月4日、23日の長岡大会の「STARDOM Cinderella Journey 2022 in NAGAOKA」のタイトル戦調印式&記者会見が開かれ、その場で3月11日に品川インターシティホールで他団体からも多数の選手が出場する新世代が中心の全く新しい大会の「NEW BLOOD 1」を開催する事が発表された[113][114]。
- 2月9日、4日の長岡大会の記者会見で、自身の試合順に納得できないスターライト・キッドが試合順を投票で決めるよう要求した事を受けて、同大会にて行われる4大タイトル戦の中からメインを投票で決める事となった[115]。
- 2月12日、大阪大会でCAの桜井まいが前年11月27日の代々木大会で謎の覆面軍団に襲われた際に正体であるジュリアから「DDMに来ないか？」と言われた事からDDM移籍を決意した[116]。
- 2月16日、3月11日の「NEW BLOOD 1」についての記者会見を行い、対戦カード第1弾としてタッグマッチ2試合を発表した後、スターライト・キッドとディアナの梅咲遥が登場し、それぞれパートナーを連れてのタッグマッチで対戦する事を発表した。
- 2月18日、3月26＆27日の両国国技館大会2連戦についての記者会見を行い、年明けから公式動画で話題となった「謎の女性」の正体が元WWEのカイリ・セインことスターダムOGのKAIRIと判明して同大会の参戦を発表したが、それに対してウナギ・サヤカが現れKAIRIに対し「査定試合」を要求、KAIRI&岩谷麻優vsウナギ&中野たむのタッグマッチが行われる事になった[117]。その後フォトセッションに入ったところで大江戸隊が乱入してKAIRIを襲撃した。
- 2月20日、23日の長岡大会の4大タイトル戦のメインを決める投票の結果が発表され、メインはワンダー・オブ・スターダム王座戦に決まった。
- 2月21日、後楽園大会の開始前に19日のプロテストに合格した松田光由が挨拶を行い、3月11日の「NEW BLOOD 1」のメインで林下詩美相手にデビュー戦を行う事が発表された。続けてKAIRIが現れて挨拶すると、メインのアーティスト・オブ・スターダム王座戦後に大江戸隊が暴挙に出た直後になつぽいを救出するために乱入し、スターライト・キッドと向き合うとキッドが両国国技館大会2連戦2日目（3月27日）のKAIRIとの対戦を要求した[118]。DDMvsプロミネンスの第1ラウンドは時間切れドローに終わり、直後にジュリアとの対戦を迫る鈴季すずが彼女に誕生日プレゼントとして蛍光灯を取り出すもレフェリーが没収すると再び大乱闘となった[119]。
- 2月23日、新潟県長岡市のアオーレ長岡に初進出となる「STARDOM Cinderella Journey 2022 in NAGAOKA」を開催。観衆706人（コロナ対策限定人数）。AZMがハイスピード王座を奪取[120]。
- 3月1日、11日の「NEW BLOOD 1」の全カード発表会見が開かれ、メインでデビューする松田光由のリングネームが「天咲光由（あまさき・みゆ）」に決まった他、負傷のため休養中だった飯田沙耶が羽南とのタッグでJUST TAP OUTの稲葉ともか&Aoi組相手に復帰する事となった[121]。
- 3月11日、4月15・16日に後楽園ホールで行われる同場開館60周年記念大会2連戦「還暦祭」の初日となる15日にオール女子の大会が行われる事となり、スターダムからコグマ、レディ・C、ウナギ・サヤカ、白川末奈、MIRAIが出場する他、メインではスターライト・キッドが尾崎魔弓&雪妃魔矢とのヒール軍コラボとして野崎渚&SAKI&彩羽匠に挑む事となった[122]。夜には品川インターシティホールで他団体も参加しての新世代が中心の全く新しい大会である「NEW BLOOD 1」（観衆416人（超満員札止め））が開かれ、メインのデビュー戦で林下詩美に敗れた天咲光由が試合後に林下の勧誘に快諾するかたちで正式にQQ入りとなった[123]。なお、この大会は急遽公式Youtubeチャンネルで全試合の生配信を行った[124]。
- 3月13日、後楽園大会のセミ終了後にプロミネンスの世羅りさと柊くるみが乱入し、世羅がマイクで「私は26日（両国国技館大会2連戦初日）、朱里に勝ってほしい。そして朱里から赤いベルトを取りたい」と言い放った[125]。この日、STARDOM Cinderella tournamentの出場選手とトーナメント表が発表され、新人の天咲や開幕戦の立川大会から復帰する妃南を含む史上最多の30名が参加し、立川大会では1回戦・2回戦合わせて計16試合が行われる。
- 3月21日、名古屋大会でAlto livello KABALIWAN（朱里・ジュリア組）の解散が発表された。朱里は「3月26日の両国大会に最強のボディーガードを連れてくるので、ジュリアはDDMのメンバーを連れてくると良い」と発言。事実上のDDM脱退と、新メンバーの登場を匂わせた。
- 3月26日、両国国技館で「LECクリンぱっ!presents STARDOM WORLD CLIMAX 2022 in 両国国技館〜The Best〜」を開催。観衆2712人（コロナ対策限定人数）。BLACK DESIRE（渡辺桃&スターライト・キッド）がゴッデス・オブ・スターダム王座を奪取[126]。メインのワールド・オブ・スターダム王座戦でジュリアを降して防衛した朱里がボディーガードの三浦亜美（元アクトレスガールズ）と共に新ユニットを結成するためDDM離脱を正式に発表した[127]。特報として5月28日に大田区総合体育館で「STARDOM Flashing Champions 2022」の開催を発表した。
- 3月27日、両国国技館で「LECクリンぱっ！presents STARDOM WORLD CLIMAX 2022 in 両国国技館〜The Top〜」を開催。観衆3085人（コロナ対策限定人数／満員）。「STARDOM 5★STAR GP2022」が7月30&31日の大田区総合体育館2連戦で開幕する事を発表した。
- 3月29日、「STARDOM Cinderella tournament2022」のオンライン記者会見が行われ、26日の両国国技館大会2連戦初日で朱里のボディーガードとして登場した三浦亜美が「壮麗亜美（そうれい・あみ）」と改名し、1回戦で朱里と対戦する事が発表された。
- 4月3日、「STARDOM Cinderella tournament2022」がプロレス初使用となる立川ステージガーデンで開幕。改名後初戦の壮麗亜美は朱里を時間切れ両者敗北寸前まで追い込むも敗北となったが、試合後に朱里&壮麗に加えてDDMを自ら脱退したMIRAIの3人で「God's Eye（ゴッズアイ）」を結成した。
- 4月17日、後楽園大会のQQvs大江戸隊の10人タッグマッチ終了後、次回の後楽園大会で渡辺桃の離脱以来不在が続くQQのリーダーを決定する「Queen's Quest総選挙」を実施することを発表した。小波がGWシリーズ限定でGod's Eyeとして参戦することが発表された。
- 4月29日、大田区総合体育館で「STARDOM Cinderella tournament 2022」準決勝・優勝決定戦を開催（観衆2017人）。トーナメントは優勝決定戦でMIRAIがコグマを下し初優勝。第4試合の6人タッグガントレットマッチでCAが勝利した後「ガールズプロレスリングユニットCOLOR'S」のSAKI・清水ひかり・網倉理奈・櫻井裕子がリングに上がり、CAとの対抗戦を要求した。「STARDOM 5★STAR GP2022」の優勝決定戦が10月1日に、プロレス初進出の武蔵野の森総合スポーツプラザで開催することが発表された。
- 5月5日、初進出の福岡国際センターで「福岡女神祭り〜ばってんスターダム〜」を開催（観衆1156人／コロナ対策人数）。岩谷麻優がSWA世界王座を獲得し、スターダム史上初のグランドスラムを達成。FWCがゴッデス・オブ・スターダム王座を奪回。
- 5月9日、ロッシー小川EPは岩谷麻優のSWA世界王座にフキゲンです★を「宇宙人」として挑戦させることを認め[128]、これにより5月28日の大田区大会で団体史上初めて7大タイトルマッチ（ワールド・ワンダー・ハイスピード・ゴッデス・アーティスト・フューチャー・SWA）が行われることになった。
- 5月13日、ニューピアホールにて「FIBREPLEX presents NEW BLOOD 2」を開催（観衆338人）。セミファイナルで桜井まいを一蹴し、ジュリアに5・28大田区での対戦を迫る鈴季すずに対し、月山和香がCAでの迎撃を宣言[129]。また同じ大田区大会で、今大会欠場の天咲光由が林下詩美と組み、KAIRI・中野たむ組と対戦することも発表された[130]。
- 5月15日、後楽園ホール大会開催（観衆913人）。7月開幕の「STARDOM 5★STAR GP2022」の出場全26選手のうち、プロミネンスの世羅りさ、鈴季すずを含む22名に後日発表の推薦枠1名を加えた23名の出場と、6月に残り3枠を賭けた10名参加の出場権争奪リーグ戦の開催が発表された。メインで行われた5人参加のイリミネーションマッチ「Queen's Quest総選挙」で林下詩美が勝利し、QQの3代目リーダーに就任。
- 6月5日、後楽園ホール大会（観衆1193人）のメインで行われたCA対COLOR'Sの6人タッグの試合後、勝利したCAからの提案でCOLOR'Sと連合軍を結成することが決定[131]。
- 6月6日に都内で行われた「ブシロード15周年記念イベント発表会」で、11月20日に有明アリーナで新日本プロレスとスターダムの合同興行を開催すること[132] と、岩谷麻優の半生を描いた映画「家出レスラー」の制作[133] が発表された。
- 6月28日、後楽園ホール大会（観衆901人）で「5★STAR GP2022」の出場権争奪リーグ戦の最終戦が行われ、すでに出場を決めている壮麗亜美に続き、この日飯田沙耶と桜井まいの出場が決定。CA対QQの8人タッグのあとCOLOR'SのSAKIが「5★STAR GP2022」の推薦枠に名乗りを上げ[134]、翌日のブロック分けで出場が正式に発表された[135]。
- 7月9日、立川ステージガーデンにて「MidSummer Champions 2022〜真夏の王者たち〜」開催（観衆1204人＝超満員札止め）。DDM対CAのイリミネーションマッチでなつぽいがジュリアに造反し、DDMを離脱しCAに合流[136]。セミファイナルで上谷沙弥がワンダー王座を防衛後高橋奈七永が現れ、KAIRIとの「七海里」再結成を宣言した[137]。
- 7月23日、名古屋国際会議場にて新ブランド『STARDOM in SHOWCASE vol.1』開催（観衆845人）。メインで行われた「棺桶マッチ3WAYバトル」で「謎の死神」として優宇が登場し、上谷沙弥、S・キッドを棺桶封入で下し、スターダム継続参戦をアピール[138]。
- 7月26日、5★STAR GPへの出場が発表されていたテクラが負傷のため欠場し、代わりに向後桃の出場が発表された[139]。
- 7月29日、戦略発表会で2021年7月〜2022年6月までの期で年間売上10億円に到達したことを発表。また巡業バスの配置、IWGP女子王座の設立も発表された[140]。
- 7月30日、大田区総合体育館にて「STARDOM 5★STAR GP2022」開幕戦を開催（観衆1527人）。高橋奈七永、KAIRIの「シン七海里」が上谷沙弥、レディ・C組を撃破したあと、高橋が朱里の持つワールド王座への挑戦を表明[141]、KAIRIは上谷からのワンダー王座を賭けての対戦を受諾。第12回ゴッデス・オブ・スターダム タッグリーグ戦の開催が決定し、開幕戦を10月23日にアリーナ立川立飛で、優勝決定戦を12月4日に幕張メッセ国際展示場で開催することが発表された。
- 8月11日に行われた後楽園ホール大会は、5★STAR GP公式戦のみ11試合で団体の後楽園大会歴代3位となる観客動員1528人を記録[142]。
- 8月19日、21日の名古屋大会でワンダー王座に挑戦予定だったKAIRIが新型コロナ陽性のため欠場となり、代わりにひめかが挑戦することが発表された[143]。
- 8月21日、ドルフィンズアリーナにて「STARDOM × STARDOM 2022〜名古屋真夏の遭遇〜」開催（観衆1353人）。中野たむ＆なつぽい組がゴッデス・オブ・スターダム王座を奪取。
- 8月22日、この日より向後桃、小坂井ゆりえを含む17人による映画『家出レスラー』主演オーディションのSHOWROOM審査が開始（31日まで）[144]。
- 8月23日、新日本・スターダム合同興行の記者会見が行われ、同興行でミックスドマッチが3試合行われる事[145] と、新設のIWGP女子王座の初代王者決定トーナメントの開催[146] が発表された。
- 8月26日、品川インターシティホールにて「FIBREPLEX presents NEW BLOOD4」を開催（観衆400人／満員）。第5試合のタッグマッチ後、God's Eyeを襲撃する大江戸隊を蹴散らした稲葉ともかがGod's Eye入りを直訴し加入[147]。
- 8月27日、後楽園ホール大会（観衆1511人）の開始前にIWGP女子初代王者決定トーナメントの1回戦でアルファ・フィーメルとアーバ・ホワイトが対戦することが発表され、またトーナメントに出場するユニットのくじ引きが行われGEとCAが落選[148]。その後ジュリアが大江戸隊に袋叩きにされているところに山下りなが救出に駆けつけ、ジュリアとの共闘を宣言した[149]。
- 9月8日、初の女性限定イベント「あつまれスタジョ!」を、AphroditE（林下詩美、上谷沙弥）を迎え開催[150]。
- 9月11日、横浜武道館大会を開催（観衆1324人）。タレントのフワちゃんが10月23日の立川立飛大会でプロレスデビューすることを発表[151]。映画「家出レスラー」の主演オーディションの最終選考候補者のお披露目が行われ、小坂井ゆりえ、向後桃ら8名がリングに登場した[152]。
- 9月12日、後楽園ホール大会で立石凛がリングアナデビュー[153]。
- 9月23日、後楽園ホール大会にて、10月23日の立川立飛大会で行われるIWGP女子初代王者決定トーナメント準決勝で、KAIRIがアルファ・フィーメル対アーバ・ホワイトの勝者と対戦することが発表された[154]。
- 9月25日、ベルサール高田馬場で行われた「STARDOM in SHOWCASE vol.2」（観衆759人／満員）のメイン「死神軍vsロッシー小川ボディガード軍キャプテンフォールマッチ」に優宇、まなせゆうなと共に死神軍として出場した高橋奈七永が、優宇とのコンビでゴッデス・オブ・スターダム タッグリーグ戦に出場すると宣言[155]。また、アルファ・フィーメルが映像で登場し、高橋・まなせ・優宇とのネオスターダム軍の結成を宣言した[156]。この日放送された「行列のできる相談所」の番組内で、10月23日のフワちゃんのプロレスデビューが同番組の企画であることが明かされた[157]。
- 10月1日、プロレス初進出となる武蔵野の森総合スポーツプラザメインアリーナにて「LEC ふわるんマスク Presents 5★STAR GP 2022〜優勝決定戦〜」開催（観衆2543人）。5★STAR GP優勝決定戦でジュリアが中野たむを破り初優勝[158]。第9試合後に長期欠場中だった刀羅ナツコが現れ、林下詩美相手に復帰を宣言[159]。
- 10月3日、同日に行われた会見に参加しなかったウナギ・サヤカが自身のYouTubeチャンネルで、他団体参戦をメインに活動していくことを表明した[160]。
- 10月9日、この日放送の「行列のできる相談所」の番組内で、10月23日のプロレスデビュー戦でフワちゃんが葉月と組み、上谷沙弥・妃南組と対戦する事が発表された[161]。
- 10月19日、新宿住友ホールで「FIBREPLEX presents NEW BLOOD 5」開催（観衆418人）。セミで「KARMA」として登場した梅咲遥の火炎攻撃に敗れたディアナのななみが試合後にGod's Eye入りを直訴し認められる。メインで壮麗亜美が羽南を破りフューチャー・オブ・スターダム王座を獲得[162]。
- 10月22日、この日行われた後楽園ホール大会（観衆1011人）で、高橋奈七永と組んで出場予定だったアルファ・フィーメルが直前になって欠場となり、代わりに「トロピカル・パッションマスク」（水森由菜）が出場。6月から欠場が続いていたテクラがこの日から復帰。
- 10月23日、アリーナ立川立飛で「第12回ゴッデス・オブ・スターダム〜タッグリーグ開幕戦」開催（観衆2034人／満員）。第0試合で行われたフワちゃんデビュー戦で、フワちゃんは上谷沙弥のファイヤーバード・スプラッシュで敗れる[163]。欠場中だった刀羅ナツコと天咲光由がこの日のタッグリーグ戦から復帰。IWGP女子王座決定トーナメントの準決勝で岩谷麻優とKAIRIが勝利し、11月20日の初代王座決定戦に進出。2023年1月3日横浜武道館大会より開幕する新シリーズが、14チーム参加の6人タッグリーグ戦「TRIANGLE DERBY」と発表された。
- 10月27日、日本時間のこの日に発表された米プロレスリング・イラストレーテッド誌の「Women's 150」の1位に、日本の団体所属として初めて朱里が選出された[164]。
- 10月28日、映画「家出レスラー」主演オーディションの結果が発表され、岩谷麻優役に天才劇団バカバッカ所属の平井杏奈、また小坂井ゆりえの出演も内定した[165]。
- 10月29日、日本時間のこの日に行われた新日本プロレスのニューヨーク大会に岩谷麻優、白川未奈、月山和香が出場[166]。岩谷はカイリン・キングの挑戦を退け、SWA世界王座の2度目の防衛に成功[167]。
- 11月3日、広島サンプラザホールで「広島女神祭り〜きんさいスターダム〜」開催（観衆1045人）。アルファ・フィーメルを破りSWA世界王座を防衛した岩谷麻優が試合後、IWGP女子王座に集中するためSWA王座を返上[168]。
- 11月4日、前日の上谷沙弥との王座戦で負傷し、治療に専念のため欠場する白川未奈に代わり、月山和香がゴッデス・オブ・スターダムタッグリーグ戦に出場することが発表された[169]。
- 11月6日、新日本プロレスは11月20日の合同興行のメインを岩谷麻優対KAIRIのIWGP女子初代王座決定トーナメント決勝にすると発表した[170]。
- 11月12日、26日の川崎市とどろきアリーナ「STARDOM in SHOWCASE Vol.3」の追加カードとして、夏すみれが2年2ヶ月ぶりにスターダムに登場し、葉月と組んで刀羅ナツコ、鹿島沙希組と対戦することが発表された[171]。
- 11月19日、エディオンアリーナ大阪第一競技場で「STARDOM GOLD RUSH 2022〜ぎょーさんスターダム〜」開催（観衆1620人）。メインで行われた「マネーボール争奪トーナメント決勝戦〜TLC（テーブル＆ラダー＆チェア－）マッチ」でSTARS（岩谷、コグマ、葉月）がDDM（ジュリア、テクラ、桜井）を下し、賞金1000万円を獲得[172]。
- 11月20日、有明アリーナで新日本プロレスとの合同興行「Historic X-over」開催（観衆7102人）。メインイベントでKAIRIが岩谷麻優を下し、IWGP女子王座の初代王者となる[173]。
- 12月4日、幕張メッセ国際展示場で開催された「第12回ゴッデス・オブ・スターダム〜タッグリーグ優勝決定戦〜」で、高橋奈七永＆優宇組が林下詩美＆上谷沙弥組を破り優勝し、中野たむ＆なつぽいの持つゴッデス・オブ・スターダム王座への挑戦を表明した[174]。
- 12月16日、「TRIANGLE DERBY 1」の記者会見が行われ、リーグ戦の概要と出場14チーム中13チームの顔触れを発表。同日夜、新宿住友ホールで開催された「FIBREPLEX presents NEW BLOOD 6」（観衆306人）で、「NEW BLOODタッグ王座」の新設と、3月25日に横浜武道館でNEW BLOOD初のビッグマッチ「NEW BLOOD Premium」を開催することを発表[175]。
- 12月29日、両国国技館で「JRA中山競馬場 presents STARDOM DREAM QUEENDOM 2022」開催（観衆3,869人）。2ヶ月ぶりに復帰の白川未奈が試合後、ウナギ・サヤカに「ピンクカブキ」解消を通告し、さらにセコンドで帯同したザイヤ・ブルックサイドとマライア・メイとの「Club Venus」での「TRIANGLE DERBY 1」の参戦を表明。プロミネンス（世羅りさ・鈴季すず・柊くるみ）がアーティスト王座、高橋奈七永・優宇組がゴッデス王座、そしてジュリアがワールド・オブ・スターダム王座をそれぞれ奪取。また、4月23日に女子プロレスとしては20年ぶりの進出となる横浜アリーナで「ALLSTAR GRAND QUEENDOM 2023」の開催を発表[176]。

### 2023年
- 1月4日、東京ドームで行われた新日本プロレス「WRESTLE KINGDOM 17」でKAIRIが中野たむ相手にIWGP女子王座の初防衛に成功。試合後、元WWEのサーシャ・バンクス改めメルセデス・モネが現れ、同王座への挑戦を表明した[177]。
- 1月6日に行われた後楽園ホール大会で、先の両国大会での朱里の呼びかけに応じ来場したセンダイガールズの橋本千紘に対し、MIRAIが対戦に名乗りを上げた[178]。
- 1月9日に行われた「ブシロード新春大発表会」で、2月4日のエディオンアリーナ大阪第1競技場大会が、3年ぶりに声出し応援可能な大会として開催される事が発表された[179]。
- 2月4日、大阪府立体育会館第1競技場で「スターダム12周年記念 STARDOM Supreme Fight 2023〜おおきにスターダム〜」開催（観衆1832人／満員）。第1試合「浪花ルーレット」で優勝した鹿島沙希がハイスピード王座への挑戦を表明[180]。上谷沙弥が渡辺桃相手にワンダー・オブ・スターダム王座を防衛し、渡辺が持っていた連続防衛記録を更新[181]。CINDERELLA TOURNAMENT 2023出場の36名のうち34名が発表され、高橋奈七永、マライア・メイ、稲葉ともか、梅咲遥、水森由菜が初エントリー。メインで行われたジュリア対鈴季すずのワールド・オブ・スターダム選手権試合を、元アイスリボンのテキーラ沙弥が観戦[182]。
- 2月10日に行われた緊急記者会見でひめかが引退を発表。4月23日の横浜アリーナ大会で引退試合、5月14日の後楽園ホール大会で引退セレモニーを行うことを発表した[183]。
- 2月17日に行われた後楽園ホール大会（観衆1126人）で、プロテストに合格した練習生の上田華子、南小桃、石黒さくらの3人が紹介される。石黒はデビュー戦の相手にジュリアを指名し、ジュリアもそれを受諾[184]。
- 3月4日、国立代々木競技場第2体育館で「TRIANGLE DERBY I 〜優勝決定戦〜」開催（観衆1919人）。TRIANGLE DERBY Iの優勝決定戦はプロミネンスが暴れん坊GEを下し優勝、同時にアーティスト王座の初防衛に成功[185]。
- 3月7日、3・25横浜武道館「FIBREPLEX presents NEW BLOOD Premium」などに関する記者会見を行い、横浜大会でデビューする新人3人のうち石黒さくら、上田華子のリングネームをそれぞれ「さくらあや」「HANAKO」とすると発表。同じく横浜大会で中野たむと組んで高橋奈七永、KAIRI組と対戦する月山和香が「この試合に勝てなかったらCAだけでなくスターダムを辞める」と発言[186]。
- 3月10日に行われた後楽園ホール大会（観衆904人）にフワちゃんが来場し、4・23横浜アリーナ大会への参戦を表明[187]。
- 3月13日、ブシロードファイトが記者会見を行い、4月28日にひめかとプロレスリングWAVEが合同でプロデュース興行を開催すると発表[188]。
- 3月20日、25日の横浜武道館大会で予定されていた南小桃のデビュー戦が、南の負傷のため延期になったと発表[189]。
- 3月24日、新日本プロレスは4月8日の両国国技館大会でIWGP女子王者メルセデス・モネの初防衛戦としてAZM、葉月との3WAYマッチを行うと発表[190]。
- 3月25日、横浜武道館で「FIBREPLEX presents NEW BLOOD Premium」開催（観衆734人）。14期生のさくらあやとHANAKOがデビューし、さくらは全ユニットへの「お試し入門」を宣言[191]。レディ・CとのタッグでデビューしたHANAKOは、この日「NEW BLOODタッグ王座」の初代王者組となったスターライト・キッド＆KARMA組に対し同王座への挑戦を表明[192]。メインのタッグマッチで月山和香が高橋奈七永をフォールし、ユニット脱退＆団体退団を回避[193]。
- 3月26日、横浜武道館で「CINDERELLA TOURNAMENT 2023〜開幕戦〜」開催。直前まで名前が伏せられていたトーナメント出場者の残り2名として月山和香と「Club Venus」新メンバーの「ジーナ」が登場。白川未奈は4月6日の仙台大会でさらにもう一人Club Venusの新メンバーを投入すると予告[194]。
- 4月2日、後楽園ホール大会を開催（観衆1295人／満員）。小波がビデオメッセージで朱里に対し4月15日代々木大会での一騎打ちを呼びかけ、朱里もこれを受諾。メインイベントでQQ相手にアーティスト王座2度目の防衛に成功したプロミネンスに対し、KAIRIがなつぽいと安納サオリを引き連れ4月23日横浜アリーナ大会での挑戦を表明[195]。
- 4月3日、横浜アリーナ大会「ALLSTAR GRAND QUEENDOM 2023 Powered by Softbank NFT LAB」の記者会見が行われ、フワちゃんのプロレス2戦目として、林下詩美＆天咲光由とタッグで対戦すると発表（パートナーはこの時点で未定）[196]。スターライト・キッドのタッグパートナーとして元マーベラスの星月芽依が登場し、新しいリングネームを「星来芽依」（せいら めい）にすると発表[197]。
- 4月6日、仙台PIT大会開催。Club Venusの新メンバーとして、元NXTのジェシーが登場。
- 4月8日、両国国技館で行われた新日本プロレス「CSテレ朝チャンネル Presents テレビ朝日 新日本プロレス放送50周年記念 SAKURA GENESIS 2023」にて、メルセデス・モネがAZM、葉月との3WAYマッチを制し、IWGP女子王座の初防衛に成功。試合後に岩谷麻優が現れ、4月23日横浜アリーナ大会での王座挑戦を表明した[198]。
- 4月15日、国立代々木競技場第二体育館にて「CINDERELLA TOURNAMENT 2023〜優勝決定戦〜」開催（観衆1049人）。トーナメント決勝でMIRAIが桜井まいを下し、岩谷麻優以来となる大会連覇を達成[199]。メインでCAがDDMとの8人タッグに敗れた後、白川未奈がClub Venusの独立を宣言し、月山和香と共にCAを離脱。その後安納サオリが現れ、CAへの助っ人を申し出た[200]。
- 4月23日、横浜アリーナで「ALLSTAR GRAND QUEENDOM 2023 Powered by Softbank NFT LAB」開催（観衆5,539人）。この日行われたタイトルマッチ（ワールド、IWGP女子、ワンダー、アーティスト、ゴッデス）はいずれも王座移動となり、中野たむ、岩谷麻優、白川未奈、REstart（KAIRI＆なつぽい＆安納サオリ）、THE NEW ERAS（MIRAI＆壮麗亜美）がそれぞれ新王者となる[201]。ひめかが舞華とのシングルマッチで引退。フワちゃんのプロレス2戦目（葉月＆フワちゃんvs林下詩美＆天咲光由）はフワちゃんが林下の原爆固めで敗れる。
- 4月25日、5月12日に行われる「FIBREPLEX presents NEW BLOOD 8」で中野たむと、元アイスリボンの石川奈青によく似た「中野たむ」が対戦する事を発表[202]。
- 4月28日、新日本プロレスは「STRONG女子王座」の新設を発表。5月21日（現地時間）にNJPW STRONGロングビーチ大会にて行われる同王座の初代王座決定トーナメントに欠場中の向後桃がエントリー[203]。
- 5月4日、福岡国際センターで「福岡女神伝説2023〜すいとーよスターダム〜」開催（観衆1338人）。メインでワンダー王座初防衛に成功した白川未奈が試合後、ワールド王者中野たむに対し5月27日大田区大会での赤白二冠統一戦を要求[204]。
- 5月12日、品川インターシティホールで「FIBREPLEX presents NEW BLOOD 8」開催（観衆407人／満員）。吏南が壮麗亜美を下し、フューチャー・オブ・スターダム王座を奪取[205]。
- 5月14日、後楽園ホールで「Last Jumbo Princess 〜ひめか引退セレモニー〜」開催（観衆1509人／超満員札止め）。セレモニーの前に30人掛けが行われ[206]、セレモニーでは堀田祐美子と秋山準も駆けつけた[207]。
- 5月21日の富山大会のメイン終了後に鈴季すずが舞華と共に現れ「新陳代謝していない」と、林下詩美と上谷沙弥に共闘を呼びかけ、岩谷麻優、朱里、ジュリア、中野たむに宣戦布告し世代闘争が勃発[208]。
- 5月22日（日本時間）、NJPW STRONGロングビーチ大会にて行われたSTRONG女子王座初代王座決定トーナメントに向後桃が出場するも1回戦でウィロー・ナイチンゲールに敗れる。ナイチンゲールはトーナメント決勝でもメルセデス・モネを下し初代王者となる[209]。
- 5月27日、大田区総合体育館で「STARDOM Flashing champions 2023」開催（観衆1759人）。7月23日開幕の「5★STAR GP 2023」出場20選手中18選手が発表[210]。映画「家出レスラー」第1弾キャストとして竹中直人、ゆきぽよ、朱里の出演を発表。鹿島沙希がAZM、フキゲンです★との3WAYを制しシングル初戴冠となるハイスピード王座を奪取[211]。バリバリボンバーズ（ジュリア＆テクラ＆桜井まい）がREstartを下しアーティスト王座を奪取。ワールド王者中野たむがワンダー王者白川未奈との統一戦を制し二冠王者となる。
- 6月4日、後楽園ホール大会（観衆1167人）で行われた世代闘争8人タッグマッチは時間切れ引き分けに終わり、次回の後楽園ホール大会（7月9日）でイリミネーションマッチが行われることになった。パッション注入マッチで高橋奈七永に敗れた水森由菜が7Uppを離脱しCA入りすることを表明[212]。
- 6月5日、6月25日代々木大会ならびに7月2日横浜武道館大会の記者会見を開催。横浜で一騎打ちを行うなつぽいと安納サオリに対し、ロッシー小川EPは「インディアン・ストラップ・マッチ」での完全決着ルールを提案[213]。
- 6月13日、映画「家出レスラー」の第2弾キャストとして、レイザーラモンHG、有田哲平、石野真子、古坂大魔王、向後桃、KAIRIの出演が決定[214]。
- 6月18日の汐留大会で5★STAR GPの残り出場選手2名を決める「出場権争奪ランブル」が行われ、羽南とマライア・メイが勝ち上がり出場権を獲得[215]。
- 6月25日、国立代々木競技場第二体育館にて「STARDOM SUNSHINE 2023」開催（観衆1715人）。白川未奈、マライア・メイ組がゴッデス王座を獲得。アーティスト王座を防衛したジュリアが新日本プロレスに対し、NJPW STRONG日本大会でウィロー・ナイチンゲールとの対戦を要求[216]。メインで行われたQQ対大江戸隊の「ルーザー・リーブ・ユニット＆ケージマッチ」はQQが勝利し、負け残りの鹿島沙希が大江戸隊から強制脱退[217]。
- 6月26日、7月23日に大田区総合体育館で行われる5★STAR GP開幕戦の記者会見を行い、ソフトバンクがシリーズの冠スポンサーになり、シリーズ名を「STAR☆VERSE Presents 5★STAR GP 2023 Supported by SOFTBANK」とすることを発表[218]。
- 6月28日、新日本プロレスは7月5日のNJPW STRONG後楽園ホール大会でウィロー・ナイチンゲール対ジュリアのSTRONG女子選手権試合を、また前日の4日にナイチンゲール＆向後桃対ジュリア＆テクラのタッグマッチを行うことを発表[219]。
- 7月2日、横浜武道館にて「STARDOM MidSummer Champions 2023〜真夏の王者たち〜」開催（観衆1307人）。第1試合の6人タッグでHANAKOがさくらあやから自力初勝利を挙げる。STARS対QQの8人タッグの後林下詩美が「自分を見つめ直す旅に出る」と宣言[220]。フキゲンです★相手にハイスピード王座を防衛した後大江戸隊から暴行を受けた鹿島沙希が、救出に駆けつけた朱里と壮麗亜美に対しGE入りを表明[221]。MIRAIがワンダー王座を奪取。メインの「インディアン・ストラップ・マッチ」は安納サオリがなつぽいに勝利[222]。
- 7月4日、米GCWは林下詩美が7月8日ハートフォード大会を始め3大会に出場することを発表[223]。
- 7月5日、NJPW STRONG後楽園ホール大会でジュリアがウィロー・ナイチンゲールを下しSTRONG女子王座を奪取[224]。
- 7月23日、大田区総合体育館にて「STAR☆VERSE Presents 5★STAR GP 2023〜開幕戦」開催（観衆1747人）。メインで行われた中野たむ対上谷沙弥で、上谷が照明塔からのダイブに失敗し左ヒジ脱臼の大怪我。試合後には元AEWのメーガン・ベーンが林下詩美と共に現れ中野たむを襲撃し、ワールド王座挑戦をアピールした[225]。
- 7月25日、8月13日大阪・8月18日NEW BLOOD・8月19日大田区の3大会の記者会見が行われ、大田区大会で高橋奈七永＆中西百重の「ナナモモ」のパートナーにジャガー横田が決定し、他にダンプ松本、神取忍、井上京子、井上貴子、ZAPの参戦が決定[226]。23日に左ヒジ脱臼・靭帯損傷の重傷を負った上谷沙弥の5★STAR GPの残りの公式戦の不戦敗を発表[227]。
- 8月13日、大阪府立体育会館第1競技場で「STARDOM × STARDOM 2023 〜大阪夏の陣〜」開催（観衆1796人）。なつぽい＆安納サオリ組がゴッデス王座を奪取[228]。優宇相手にSTRONG女子王座を防衛したジュリアに対し、米インパクト・レスリングのディオナ・パラッツォとジゼル・ショーが挑戦を表明。
- 8月14日、現地時間8月20日に米フィラデルフィアで行われるインパクトと新日本の合同興行「Multiverse United 2: For Whom the Bell Tolls」に向後桃の参戦が発表され[229]、STRONG女子王座を懸けてジュリア、ディオナ、ジゼルと4WAYで対戦することが決定。
- 8月18日、品川ザ・グランドホールで「FIBREPLEX presents NEW BLOOD 10」開催（観衆361人／超満員札止め）。水森由菜がなつぽいとの「CA昇格査定マッチ」に臨むも敗れた上に査定も不合格となり、次回NEW BLOOD 11で中野たむと最終査定マッチを行うことになった[230]。
- 8月19日、大田区総合体育館で「STARDOM ミッドサマーフェス2023」開催（観衆1653人）。
- 8月21日、日本時間のこの日フィラデルフィア・2300アリーナでSTRONG女子王座を防衛したジュリア[231] に対し、プロミネンスの世羅りさが同王座への挑戦を表明。翌22日に9月3日広島大会での王座戦が決定[232]。
- 9月1日、広島アリスガーデンで9・3広島大会にて行われるSTRONG女子、ワンダー、ハイスピードの公開調印式を開催。ワンダー王座に挑戦する小波が「スターダム所属としてベルトを巻いてプロレスに完全復帰する」と宣言[233]。
- 9月3日、広島サンプラザホールで「STAR☆VERSE Presents 5★STAR Special in HIROSHIMA Supported by SoftBank」開催（観衆825人）。
- 9月9日、後楽園ホールで「STAR☆VERSE Presents 5★STAR GP 2023 Supported by SoftBank後楽園大会」開催（観衆1327人）。メインでジュリアとの公式戦に敗れた舞華が試合後、鈴季すずとメーガン・ベーンとのトリオでのアーティスト王座挑戦を示唆[234]。
- 9月10日、横浜武道館で「ドリーム・タッグ・フェスティバル 2023」開催（観衆1479人）。第1試合後に挨拶に立ったKAIRIに対しSTARSの葉月、コグマ、飯田沙耶が対戦を要求し、10・9ドルフィンズアリーナでKAIRI・高橋奈七永・岩谷麻優対葉月・コグマ・飯田の試合が決定[235]。ジュリア・鈴季すず対林下詩美・舞華の試合後にプロミネンスの世羅りさと柊くるみが乱入し、10月15日開幕のゴッデス・オブ・スターダムタッグリーグ戦への参戦を表明[236]。
- 9月25日、月山和香提唱の全編英語による興行「MOONDOM」を10月4日に「POST DI AMISTAD」（旧：ディアナ道場）で開催することを発表[237]。
- 9月27日、20日の大阪大会を欠場した林下詩美が頚椎ヘルニアと診断され、しばらくの間欠場することを発表[238]。
- 9月29日、品川インターシティホールで「FIBREPLEX presents NEW BLOOD 11」開催（観衆357人）。水森由菜は中野たむとの「コズエン昇格査定マッチ」に敗れるが、中野は水森のCA入りを認める[239]。羽南＆飯田沙耶組がS・キッド＆KARMA組、AZM＆天咲光由組との3WAYを制し、NEW BLOODタッグ王座を奪取[240]。
- 9月30日、横浜武道館で「STAR☆VERSE Presents 5★STAR GP 2023〜優勝決定戦〜Supported by SoftBank」開催（観衆2507人／満員）。5★STAR GP優勝決定戦は鈴季すずが舞華を下し初優勝[241]。この日を最後にマライア・メイが帰国[242]。
- 10月1日に行われた後楽園ホール大会（観衆902人）で第2試合の6人タッグ戦後に謎の怪覆面がMIRAIを、セミのAZMデビュー10周年記念試合後に黒装束の3人が岩谷麻優を、メインのSTRONG女子戦後にGLEATのMICHIKOがジュリアをそれぞれ襲撃。
- 10月2日、なつぽいが頚椎ヘルニアのためしばらくの間欠場することが発表され[243]、同時にゴッデス・オブ・スターダムタッグリーグ戦の出場メンバーも一部変更となった。
- 10月9日、愛知県体育館で「NAGOYA GOLDEN FIGHT 2023〜金鯱の奇跡〜」開催（観衆1315人）。星来芽依がハイスピード王座を奪取[244]。
- 10月10日、新日本プロレスとの合同戦略発表会が開催され、合同興行第2弾の開催[245]、12・2名古屋大会へのnewgin groupの協賛、2024年4月27日にプロレス初進出となる横浜BUNTAI大会の開催、映画『家出レスラー』2024年5月公開および岩谷麻優のラジオ番組開始、タイ＆シンガポール進出[246] などを発表。
- 10月12日、中野たむが左膝の負傷のため、ゴッデス・オブ・スターダムタッグリーグ戦を欠場することを発表[247]。
- 10月15日、大田区総合体育館で「第13回 ゴッデス・オブ・スターダム 〜タッグリーグ開幕戦〜」開催（観衆812人）。朱里に対し元wXw女子王者アリス・インク（英語版）が「スカンジナビア・ハリケーン」を名乗り、UWFルールでの対戦を要求し、翌日11・18大阪大会での対戦が正式に決定[248]。
- 10月28日、新日本プロレスラスベガス大会でジュリアがハイアンを下しSTRONG女子王座5度目の防衛に成功[249]。CMLLのステファニー・バッケルがIWGP女子王座への挑戦を表明。
- 10月29日、立川ステージガーデンにて「STARDOM Halloween Dark Night 2023 恐怖の館」開催（観衆1116人）。
- 11月1日、コグマが「負傷箇所悪化の懸念」を理由にゴッデス・オブ・スターダムタッグリーグ戦の残り全戦を欠場することを発表[250]。11・18大阪大会をレックが協賛することになり、大会名が「LEC Presents STARDOM GOLD RUSH 2023 〜しらんけどスターダム〜」に変更。
- 11月5日の牛久大会の開始時間が前日に変更になった件について、木谷高明オーナーと原田克彦社長が来場し、観客の前で謝罪した[251]。
- 11月6日、欠場中の中野たむが「治療に専念するため」との理由で、11・18大阪大会で予定されていた鈴季すずとのワールド王座戦を中止にすることを発表[252]。
- 11月9日、羽南が急性虫垂炎のため、タッグリーグ最終戦の11・12長岡大会など3大会を欠場することを発表[253]。
- 11月10日、新日本プロレス・ダラス大会で岩谷麻優がステファニー・バッケルを下しIWGP女子王座2度目の防衛に成功[254]。
- 11月12日、アオーレ長岡で「第13回 ゴッデス・オブ・スターダム 〜タッグリーグ優勝決定戦〜」開催（観衆601人）。優勝決定戦で舞華＆メーガン・ベーン組が鈴季すず＆星来芽依組を破り優勝[255]。
- 11月14日、岩谷麻優が右手小指脱臼、月山和香が腰ヘルニアのため11・18大阪大会から欠場することを発表[256]。
- 11月16日、鹿島沙希が頸部治療のため11・18大阪大会を欠場することを発表[257]。とんぼりリバーウォークで行われた公開記者会見で、11・17NEW BLOODで渡辺桃相手にデビュー戦を行う新人の弓月（ゆづき）がお披露目[258]。
- 11月17日、アゼリア大正で「FIBREPLEX presents NEW BLOOD WEST1」開催（観衆278人／満員）。弓月が渡辺桃相手にデビュー[259]。
- 11月18日、大阪府立体育会館で行われた「LEC Presents STARDOM GOLD RUSH 2023 〜しらんけどスターダム〜」（観衆1033人）の大会開始前に木谷オーナーが登場し、一連の不手際についての謝罪と改善に向けての経過報告を行った[260]。
- 11月20日、ブシロードファイトは原田克彦社長の退任と、劇団飛行船社長の岡田太郎の次期社長就任を発表[261]。同日夜に行われた記者会見で、ワールド・ゴッデス両王座の返上[262] と、欠場中の林下詩美、上谷沙弥の11・28後楽園大会での復帰[263] を発表。
- 11月28日の後楽園ホール大会（観衆1117人）の第1試合後に岡田太郎次期社長が登場し挨拶[264]。舞華が4人参加のワンデートーナメントを制し、12・29両国大会で行われるワールド王座新王者決定戦への進出が決定[265]。
- 12月2日、愛知県体育館で「newgin group Presents STARDOM NAGOYA BIG WINTER 2023〜風雲名古屋城〜」開催（観衆952人）。AphroditE（林下詩美&上谷沙弥）がDivine Kingdom（舞華&メーガン・ベーン）との王座決定戦を制し、3年ぶりにゴッデス王座に返り咲き[266]。鈴季すずが「ワールド・オブ・スターダム挑戦権利証マッチ」で葉月を下し、12・29両国でのワールド王座新王者決定戦は鈴季すず対舞華に決定[267]。
- 12月12日、12・25NEW BLOODおよび12・29両国に関する記者会見を行い、NEW BLOODで八神蘭奈、玖麗（くらら）さやかのデビュー戦を行うことを発表[268]。
- 12月23日、新日本プロレスは棚橋弘至新社長就任に伴う役員人事を発表。岡田太郎ブシロードファイト社長も非常勤取締役に就任[269]。
- 12月25日、品川インターシティホールで「FIBREPLEX presents NEW BLOOD 12」開催（観衆254人）。玖麗さやかが上谷沙弥相手に[270]、八神蘭奈が朱里相手に[271] それぞれデビュー戦を行った。
- 12月29日、両国国技館で「JRA中山競馬場 presents STARDOM DREAM QUEENDOM 2023」開催（観衆3063人）。安納サオリがワンダー王座を奪取[272]。舞華が王座決定戦で鈴季すずを下し、ワールド王座の新王者となる[273]。
- 12月30日、一夜明け会見を行い、新人・梨杏のデビューを発表（日程・相手は未定）[274]。

### 2024年
- 1月3日、横浜武道館で「NEW YEAR STARS 2024〜あけましてスターダム〜」開催（観衆960人）。ルーキー・オブ・スターダムが4年ぶりに開催され、4人参加のトーナメントの決勝で弓月がHANAKOを下し、2023年度新人王となる[275]。ワンデートーナメントとして行われたTRIANGLE DERBYは決勝で朱里、MIRAI、壮麗組がジュリア、テクラ、桜井組を破り、トーナメント優勝とともにアーティスト王座の新王者組となる[276]。
- 1月4日、TOKYO DOME CITY HALLで「イッテンヨン・スターダムゲート 2024」開催（観衆1536人／満員）。ジュリアがドンナ・デル・モンドの解散を発表[277]。
- 1月5日、新日本プロレスとスターダム、アジア諸国4団体が参加する「アジア太平洋プロレス連盟（APFW）」の設立を発表[278]。
- 1月6日、後楽園ホール大会（観衆800人）でワールド・ワンダー両王座の次期挑戦者を決めるランブル戦が行われ、上谷沙弥とスターライト・キッドがそれぞれ次期挑戦権を獲得。TOKYO DOME CITY HALLで行われた「ブシロード新春大発表会2024」で、映画「家出レスラー」の公開日が5月17日と発表される[279]。
- 1月14日に行われた大阪大会で弓月がSTARS入り。
- 1月20日の高田馬場大会初日で、舞華が白川未奈と共闘を表明し、月山和香、HANAKO、ジーナと新ユニットを結成[280]。八神蘭奈がGE入り[281]。
- 1月21日の高田馬場大会2日目を最後に、メーガン・ベーンが帰国[282]。
- 1月27日の仙台大会で、舞華＆白川未奈の新ユニット名が「E neXus V（イー・ネクサス・ヴィー、Empress Nexus Venus）」と発表される。
- 2月4日、エディオンアリーナ大阪第1競技場で「スターダム13周年記念STARDOM Supreme Fight 2024〜大阪ミナミの乱〜」開催（観衆1377人）。大会終了後に岡田太郎社長がロッシー小川EPに対し業務委託契約の解除を通達[283]。
- 2月12日の豊橋大会で地元出身の玖麗さやかがCA入りを志願[284]。
- 3月2日の金沢大会で、以前に退団の報道があったジュリアが、近日中の退団を公の場で公表した[285]。
- 3月9日、横浜武道館で「STARDOM CINDERELLA TOURNAMENT 2024〜開幕戦〜」開催（観衆1555人）。なつぽい復帰戦（なつぽい・安納サオリvsSareee・橋本千紘）に出場したSareeeが4・27横浜BUNTAIで岩谷麻優の持つIWGP女子王座への挑戦を要求[286]。
- 3月10日、後楽園ホール大会を開催（観衆1344人）。練習生の梨杏が3・30仙台大会でデビューすることを発表。この日から復帰のさくらあやがCA入りを表明。メインでジュリアがステファニー・バッケルに敗れSTRONG女子王座から陥落[287]。
- 3月19日、この日発売の週刊プロレスにて、安納サオリが4月から専属契約を結んだことを明らかにした[288]。
- 3月20日、名古屋国際会議場イベントホールで「STARDOM CINDERELLA TOURNAMENT 2024 優勝決定戦」開催（観衆994人／満員）。トーナメント決勝で羽南が壮麗亜美を破り初優勝[289]。
- 3月22日、ブシロードファイトは林下詩美、ジュリア、桜井まい、MIRAI、弓月の5人が3月末をもって契約満了により退団することを発表[290]。
- 3月30日、仙台PIT大会開催（観衆493人／超満員札止め）。梨杏がスターライト・キッド相手にデビュー[291]。舞華＆白川未奈＆ジーナがアーティスト王座を[292]、CRAZY STAR（鈴季すず＆星来芽依）がゴッデス王座をそれぞれ奪取[293]。
- 3月31日、山形ビッグウイング大会で林下詩美、ジュリア、桜井まい、MIRAI、弓月が所属ラストマッチを行った。
- 4月4日（現地時間）、フィラデルフィア・2300アリーナにて「STARDOM American Dream 2024 in the Keystone State」開催（観衆976人／超満員札止め）。鹿島沙希が星来芽依、ラム会長との3WAYを制しハイスピード王座を奪回[294]。メーガン・ベーン相手にワールド王座を防衛した舞華に対し渡辺桃が王座挑戦を要求し、舞華は4・27横浜BUNTAIでの防衛戦を受諾[295]。
- 4月12日、後楽園ホール大会開催（観衆1390人／満員）。さくらあやと玖麗さやかが正式にCAに加入[296]。林下詩美とジュリアがスターダムでのラストマッチ。プロミネンスの4人が姿を見せCRAZY STARにゴッデス王座挑戦を要求。
- 4月16日、4・27横浜BUNTAI「家出レスラー presents ALL STAR GRAND QUEENDOM 2024」の記者会見を行い、小波がこの大会より再び所属選手になる事を発表。
- 4月23日、新日本プロレスはブシロードの保有するブシロードファイトの全発行済株式を取得する事を決議。これにより、6月28日より新日本プロレスの子会社になると共に、商号も株式会社スターダムに変更する予定[297]。
- 4月27日、プロレスこけら落としとなる横浜BUNTAIで「家出レスラー presents ALL STAR GRAND QUEENDOM 2024」開催（観衆2735人）。上谷沙弥が鹿島・飯田・フキゲンとの4WAYを制しハイスピード王座を奪取[298]。白川未奈vs刀羅ナツコの試合中に欠場中だったテクラが白川を襲撃し大江戸隊に電撃加入[299]。アジャコングと伊藤薫が初参戦を果たしmeltearを撃破[300]。スターライト・キッドが大江戸隊から追放[301]。Sareee相手にIWGP女子王座を防衛した岩谷麻優に対し、試合後にアイスリボンの藤本つかさが現れ、中島安里紗との「ベストフレンズ」での対戦を要求[302]。
- 5月5日、アクロス福岡で「STARDOM GoldenWeek Fight Tour 2024 in FUKUOKA」開催（観衆691人／超満員札止め）。FWCが3度目のゴッデス王座戴冠。
- 5月18日、横浜武道館で「STARDOM Flashing champions 2024」開催（観衆927人）。
- 5月31日、仙台PIT大会（観衆240人）のメイン終了後にセンダイガールズの岩田美香が現れ、安納のワンダー王座への挑戦を表明[303]。
- 6月11日、6・22代々木大会の記者会見を行い、QQvs大江戸隊の最終決戦が「最後に敗退した出場選手以外の4名を強制的に脱退させる」ルールとなる事が発表される[304]。
- 6月22日、国立代々木競技場第二体育館で「STARDOM THE CONVERSION」開催（観衆1654人）。QQvs大江戸隊の最終決戦は上谷沙弥が刀羅ナツコに敗れ、上谷以外のQQメンバーが強制脱退[305]。安納サオリが岩田美香に敗れ、ワンダー王座が初めて他団体に流出[306]。
- 6月23日、IWGP女子の防衛戦がアイスリボンの大会で行われ、挑戦者藤本つかさが右肘を脱臼し岩谷麻優が6度目の防衛に成功[307]。
- 6月29日、後楽園ホール大会を開催（観衆946人）。大会前に新たに親会社となった新日本プロレスの棚橋弘至社長が挨拶[308]。朱里＆小波組がゴッデス王座を奪取[309]。
- 7月4日、後楽園ホール大会を開催（観衆796人）。5★STAR GPの追加出場10名が発表され、稲葉ともかと愛海の出場が決定[310]。メインで上谷沙弥にフォールされたレディ・Cが、QQへの未練を断ち切るためリング上で断髪[311]。
- 7月7日、後楽園ホール大会を開催（観衆923人）。第2試合で玖麗さやか相手に両者リングアウトに終わったテクラが試合後に女性スタッフに暴行を働き、3大会出場停止の処分を受ける[312]。
- 7月15日、センダイガールズ後楽園ホール大会のメインで安納サオリが岩田美香を下し、ワンダー王座奪回とともにセンダイガールズワールドシングル王座との二冠王者となる[313]。
- 7月16日、壮麗亜美が左膝の手術のため長期欠場に入り、壮麗の代役で八神蘭奈が5★STAR GPに出場することを発表[314]。
- 7月23日、後楽園ホール大会を開催（観衆1017人）。吏南＆稲葉あずさ組がNEW BLOODタッグ王座を奪取。メインのゴッデス王座戦は、小波が朱里を裏切り、渡辺桃＆テクラ組が新王者組となる。小波は大江戸隊に復帰。レディ・Cと妃南がGE入りを表明[315]。
- 7月27日、シャトレーゼ ガトーキングダム サッポロにて「STARDOM SAPPORO WONDER RENDEZVOUS」開催（観衆701人）。S・キッドらの新ユニット名が「NEO GENESIS」と発表[316]。5★STAR GPの追加出場メンバーとして世羅りさとアナ・ジェイの出場を発表[317]。メインでなつぽいが安納サオリを破り、ワンダー王座を獲得[318]。
- 7月28日、シャトレーゼ ガトーキングダム サッポロにて「STARDOM SAPPORO WORLD RENDEZVOUS」開催（観衆732人）。上谷沙弥が星来芽依に敗れハイスピード王座から陥落。天咲光由がレディ・Cを下し、前日の水森由菜に続き5★STAR GP出場権を獲得[319]。メインは舞華のセコンドに付いた上谷が刀羅ナツコに加勢し、刀羅が舞華をフォールしてワールド王座を強奪[320]。刀羅は大江戸隊を解散し、新たに上谷を加えた新ユニット「H.A.T.E.」を結成[321]。
- 8月4日、アクトシティ浜松大会を開催（観衆707人）。妃南とレディ・CがGEに正式加入[322]。メインでなつぽい＆中野たむ&安納サオリ組がアーティスト王座を獲得するが、試合後にH.A.T.E.が襲撃し中野の髪を切る[323]。
- 8月15日、後楽園ホールで「5★STAR GP 2024 in KORAKUEN」開催（観衆1460人／満員）。この日も敗れリーグ戦3連敗の中野たむに対し、刀羅ナツコがワールド王座の次期挑戦者に指名[324]。
- 8月19日、新日本プロレスは8月30日（現地時間）にワシントンD.C.で行われる「Capital Collision」のメインをメルセデス・モネvs渡辺桃のSTRONG女子選手権試合にすると発表[325]。
- 8月31日、武蔵野の森総合スポーツプラザで「5★STAR GP 2024〜優勝決定戦〜」開催（観衆2108人）。吏南が妃南を破り、フューチャー王座11度目の防衛で姉・羽南の防衛回数を更新。中野たむが9ヶ月ぶりにワールド王座を奪回[326]。舞華が決勝で上谷沙弥を下し、史上初の全勝で念願の初優勝[327]。
- 9月13日、名古屋・中日ホールで「NEW BLOOD 14」開催（観衆326人）。稲葉あずさがH.A.T.E.に正式に加入。
- 9月14日、エディオンアリーナ大阪第1競技場で「STARDOM NAMBA GRAND FIGHT 2024」開催（観衆1407人）。AEWの“タイムレス”トニー・ストームが10月5日の名古屋大会で岩谷麻優のIWGP女子王座への挑戦を表明[328]。
- 9月19日、八戸大会を開催（観衆555人）。地元凱旋の梨杏が舞華と対戦し敗れた後、E neXus V加入を熱望し舞華もこれを了承[329]。
- 10月5日、名古屋・ドルフィンズアリーナで「STARDOM NAGOYA GOLDEN FIGHT 2024」開催（観衆1526人）。天咲光由がフューチャー・オブ・スターダム王座を獲得[330]。
- 10月16日、GODDESSES OF STARDOMタッグリーグ戦の記者会見が行われ、その席上で12日に負傷したジーナが右膝靭帯断裂で長期欠場に入ることを発表。
- 11月4日、プロレスリングWAVE後楽園大会のメインで上谷沙弥が宮崎有妃からRegina di WAVE王座を奪取[331]。
- 11月10日、千葉大会（観衆321人）で新人の纏が紹介され、16日の「NEW BLOOD WEST 2」で羽南相手にデビュー戦を行うことを発表[332]。
- 11月15日、16日にデビューする新人・纏のリングネームが「浜辺纏」と発表される。
- 12月2日、前日の上越大会でスタッフに暴行したテクラに対し、22日八王子大会までの出場停止及び2000ドルの罰金を科すと発表[333]。
- 12月7日、アクトシティ浜松大会（観衆572人）にウナギ・サヤカが現れ、1・3東京ガーデンシアター大会での中野たむとの一騎打ちを要求[334]。
- 12月8日、アクトシティ浜松で「第14回ゴッデス・オブ・スターダム ～タッグリーグ優勝決定戦～ in HAMAMATSU」開催（観衆790人／満員）。羽南＆飯田沙耶組がタッグリーグ優勝[335]。
- 12月26日、NEW PIER HALLで「NEW BLOOD 17」開催（観衆215人）。月山和香＆HANAKO組がNEW BLOODタッグ王座を奪取。
- 12月29日、両国国技館で「STARDOM DREAM QUEENDOM 2024」開催（観衆4023人／札止め）。この日行われたタイトルマッチ（ワールド、ワンダー、ゴッデス）はいずれも王座移動となり、上谷沙弥[336]、スターライト・キッド[337]、羽南＆飯田沙耶組[338] がそれぞれ新王者となる。元GLEATの福田茉耶改め虎龍清花がスターダムへの参戦を表明[339]。

### 2025年
- 1月7日、13日後楽園大会で行われる星来芽依vs鹿島沙希のハイスピード王座戦から、このタイトルのルールを「10分3本勝負」「場外10カウント」「10分終了時に同点の場合は防衛」の新ルールに変更すると発表[340]。
- 1月14日、前日のブシロード新春大発表会で「水着の女性が見れる」と発言した木谷高明オーナー[341] に対し、岡田太郎社長が厳重注意[342]。
- 1月23日、新木場1stRINGで「スターダム旗揚げ14周年記念！新春ユニット対抗リーグ～優勝決定戦～」開催（観衆284人／満員札止め）。リーグ戦は決勝でNEO GENESISがE neXus Vを破り優勝[343]。練習生の「アキラ」「ユリア」のリングネームがそれぞれ「鉄（くろがね）アキラ」「姫ゆりあ」と発表される。
- 1月25日、高田馬場大会1日目（観衆451人）で鉄アキラが鈴季すず相手にデビュー[344]。
- 1月26日、高田馬場大会2日目（観衆422人）で姫ゆりあが舞華相手にデビュー[345]。吏南が安納サオリを破り、ワンダー王座への挑戦権を獲得[346]。
- 2月2日、後楽園ホールで「スターダム旗揚げ14周年記念大会 STARDOM Supreme Fight in KORAKUEN 2025 Feb.」開催（観衆1614人／超満員札止め）。S・キッド、AZM、天咲光由組がアーティスト王座を奪取[347]。
- 2月24日、ライトキューブ宇都宮で「STARDOM Path of Thunder 2025」開催（観衆896人／超満員札止め）。中野たむが上谷沙弥に3・3後楽園で「敗者スターダム退団マッチ」を要求し、上谷もこれを受諾[348]。妃南がフューチャー王座を奪取[349]。
- 3月3日、後楽園ホールで「STARDOM NIGHTER 2025 in KORAKUEN Mar.」開催（観衆1635人／超満員札止め）。敗者退団マッチで勝利した上谷沙弥が、中野たむに対し4・27横浜アリーナ大会での「敗者即引退マッチ」を提案し、中野もこれを受諾[350]。
- 3月4日、スターダムは前日の試合を最後に中野たむとの専属契約を解除したと発表[351]。
- 3月15日、大田区総合体育館で「CINDERELLA TOURNAMENT 2025 〜優勝決定戦〜」開催（観衆1378人）。3・20沖縄大会で地元出身の練習生「金屋あんね」のデビュー戦を行うことを発表[352]。玖麗さやかが吏南を破りシンデレラトーナメント優勝[353]。
- 3月19日、センダイガールズ国立代々木競技場第二体育館大会で、さくらあやがChi Chiを下しセンダイガールズワールドジュニアチャンピオンとなる[354]。
- 3月20日、沖縄コンベンションセンターで「STARDOM SPRING VACATION 2025 ～ハイサイ！沖縄～Day1」開催。金屋あんねが水森由菜相手にデビュー[355]。
- 3月26日、白川未奈が31日付で退団し、4月よりAEW所属になることを発表[356]。
- 4月2日、後楽園ホールで「STARDOM NIGHTER 2025 in KORAKUEN Apr.」開催（観衆1458人／満員）。かねてから星来芽依への誤爆が続いていた鈴季すずが遂に仲間割れし、NEO GENESISからも離脱[357]。
- 4月6日、東祥アリーナ安城で「STARDOM DREAM in ANJO〜中野たむ凱旋〜」開催（観衆1008人）。白川未奈が日本ラストマッチ[358]。
- 4月24日、後楽園ホールで「STARDOM NIGHTER 2025 in KORAKUEN Apr.2」開催（観衆1096人）。鈴季すずが山下りな、青木いつ希、鉄アキラと新ユニット「Mi Vida Loca」を結成[359]。
- 4月27日、横浜アリーナで「カードファイト!! ヴァンガード Divinez presents ALL STAR GRAND QUEENDOM 2025」開催（観衆7503人）。玖麗さやかとのシングルに敗れたテクラが試合後に岡田社長に暴行を加え解雇通告を受ける[360]。朱里に敗れIWGP女子王座から陥落した岩谷麻優が試合後に「新たな道を探します」と発言[361]。敗者引退ルールで行われたワールド王座戦で中野たむが上谷沙弥に敗れ引退[362]。
- 4月28日、一夜明け会見を開き、舞華の右肘内側側副靭帯再建手術による長期欠場[363] と、岩谷麻優の28日付での退団を発表[364]。
- 5月9日、米国トヨタ・アリーナで行われた新日本プロレス「Resurgence 2025」（観衆2027人）でAZMがメルセデス・モネ、白川未奈との3WAYを制し、STRONG女子王座を獲得[365]。
- 5月11日、後楽園ホールで「STARDOM in KORAKUEN 2025 May.」開催（観衆1503人／満員）。FWC（葉月＆コグマ）がSTARSを離脱[366]。
- 5月21日、後楽園ホールで「STARDOM NIGHTER 2025 in KORAKUEN May.」開催（観衆1176人）。儛島エマがAZM、古沢稀杏が羽南相手にそれぞれデビュー[367]。
- 6月21日。国立代々木競技場第二体育館で「STARDOM THE CONVERSION」開催（観衆2521人／満員札止め）。NEO GENESIS対Mi Vida Locaのタッグマッチに元マリーゴールドのボジラが乱入しMi Vida Locaの新メンバーとして紹介される[368]。メインでSareeeが朱里を破りIWGP女子王座を奪取[369]。
- 8月17日、アクトシティ浜松大会（観衆1045人）で姫ゆりあがSTARSに強制加入[370]。同日行われたOZアカデミー後楽園大会のメインにH.A.T.E.が乱入し、無差別級王座のタイトルマッチをぶち壊された尾崎魔弓が、9月6日のスターダム横浜武道館大会に乗り込み刀羅ナツコとシングルで対戦する事を発表[371]。

## 他団体との交流
設立当初から他団体との交流については慎重であり、黎明期や2022年3月のNEW BLOODの開始後を除いては鎖国状態である期間が長かった。しかし、2024年以降は体制の変化に伴い他団体との交流は増加傾向にある。主だったものを以下に挙げる。

### 女子団体
JWP女子プロレス
旗揚げ当初のハイスピード選手権者がLeonであったため、防衛戦が決行された2011年3月21日のJWP「獅子の穴」興行に小川がベルト授与のため来場しており、7月に行われたスターダム初の後楽園大会で夏樹☆たいようとタイトルマッチを行った。2011年の米山香織自主興行「よねやマニア」に、高橋と夏樹を加えて世IV虎も参戦。2012年にも夏樹はJWP、逆に米山もスターダムに参戦している。2013年には須佐えりがJWPジュニア二冠挑戦者決定リーグ戦に出場し挑戦権を得た。2013年12月の後楽園大会にて、イオと中島安里紗の間で両団体のシングルタイトルを懸けたダブルタイトルマッチを行った（時間切れ引き分け）。
ワールド女子プロレス・ディアナ
スターダムより3ヶ月遅れて旗揚げされた団体であるが、その旗揚げ戦にて高橋が野崎渚とシングルで対戦（当初は高橋ではなくアジャ・コングの予定だったが震災で延期され出場不可となったため代わりに参戦）。旗揚げ戦以降の正式な交流はないが、2012年10月の井上京子25周年記念25人掛けに高橋が登場している。2014年5月5日に開かれた堀田祐美子自主興行に高橋が参戦し、堀田も自身が所属するパッション・レッドの自主興行に参戦する。10月5日のディアナ初となる後楽園大会では井上の推薦により高橋が生え抜き第2号となる田中盟子のデビュー戦の相手を務めた。2022年3月のスターダム「NEW BLOOD 1」に梅咲遥が参戦して以降は若手選手の相互参戦が頻繁に行われており、梅咲がスターダムのタイアップ広告に参加するなど、ブシロード体制では交流が深い団体の一つである。
Marvelous
2021年に開催された5★STAR GP2021に、元所属選手であった彩羽匠が参戦。これに先駆け、2021年7月19日に開催されたMarvelousの興行に、スターダムの選手が参戦した。同年10月9日に開催した大阪城ホールの大会には、彩羽がワールド・オブ・スターダム王座に挑戦したほか、マーベラスから他2選手が参戦した。2022年3月のスターダム「NEW BLOOD 1」にMariaと宝山愛が参戦。2025年6月現在、マーベラスとの交流はほぼ無い。
SEAdLINNNG
元所属選手であった高橋奈七永が設立した団体で、高橋の他にスターダムを引退という形で退団した世志琥が所属している。ただし、両名が退団した経緯からスターダムとの関係は断絶状態にあり、交流は行われていなかったが、2020年12月26日の興行に高橋と世志琥が来場しスターダムの選手たちを挑発。それを受けスターダムもSEAdLINNNGとの対抗戦を決定し、交流が始まった。2025年6月現在、スターダムが開催するNEW BLOOD大会を中心に交流がある。
プロレスリングWAVE
2022年以前は交流はほぼ皆無であったが、2023年に親会社のブシロードファイトがWAVEと合同でひめかの引退ロードの大会を開催して以降、交流が始まり、その年のNEW BLOODに狐伯がWAVE勢としてスターダムに初参戦し、WAVE主催のリーグ戦である、Catch the WAVE 2024に上谷沙弥、八神蘭奈が参戦。上谷が優勝し、2024年の「波女」の称号を得た。2025年6月現在、スターダムの所属選手が定期的に参戦し、WAVEの所属選手もNEW BLOOD大会を中心に参戦している。団体最高峰王座である「Regina di WAVE王座」をスターダム所属の上谷沙弥が保有している。
アイスリボン
高橋と夏樹が旗揚げ直前の2010年12月を以ってアイスリボンから「撤退」を表明しており、一切の交流はないものと思われていた。しかし、2012年6月にアイスリボンの別ブランド「Teens」でりほ（現・里歩）とシングルで対戦。同じく8月のTeensには岩谷麻優と須佐も参戦し、須佐はこれが初の他団体となった。同年12月31日のアイスリボン後楽園大会で2年ぶりに高橋・夏樹のパッション・レッドが復活し、マッスルビーナス（藤本つかさ&志田光）と（スターダム以前を含めて）初対戦。逆にアイスリボンからは志田・藤本が参戦経験あり。2013年4月の両国大会にも藤本、世羅りさ、山口ルツコが参戦。2014年、再始動したTeensに彩羽匠とコグマが参戦。彩羽は世羅とタッグを組み、タッグリーグにもエントリーした。
2015年には世羅がレギュラー参戦を表明していたが、2月後楽園で発生した世Ⅳ虎事件をアイスリボン側が問題視して参戦を中止。それ以降、選手間交流は断絶状態になる。その後は2016年に交流の構想はあったが立ち消えとなり、2019年に起きたジュリアの移籍に伴うトラブルなどで関係は悪化した。しかし、2024年4月に藤本つかさがスターダムの大会に登場し、交流の断絶状態は解消された。
チョコプロ レスリング（旧：プロレスリング我闘雲舞）
アイスリボンを退団したさくらえみがタイで旗揚げした団体だが、資金難で日本でも興行を行っている。初期のアイスリボン同様、マットで試合を行い、板橋大会や名古屋大会ではリングを使用。2012年11月の板橋大会で高橋が友情参戦（ギャラはコーヒー1杯）し、中森華子と対戦。12月の板橋大会ではモーリーと対戦した。2013年4月の板橋大会で高橋と脇澤の参戦が決まり、高橋は里歩、脇澤はさくらと対戦する。2013年8月、団体初の大阪大会に高橋が参戦。2014年5月19日、引退ロード中の夏樹☆たいようが市ヶ谷チョコレート広場での試合に参戦。以降も板橋グリーンホール大会等で、ジャングル叫女やシャナが単発のシングルマッチで参戦。その後、2021年3月の日本武道館大会でさくらえみが参戦し、2022年3月には両国国技館大会に駿河メイ、水森由菜が参戦するなど、近年ではビックマッチなどの要所で交流がある。
東京女子プロレス
東京女子プロレスが鎖国体制（自主独立路線）を採用しているため直接の交流はないが、2024年7月6日新木場1stRINGで行われた角田奈穂プロデュース興行『CROSS』にて安納サオリ、なつぽいが参戦、また元スターダム所属のひめかが第1試合でレフリーを務めている。なお、両団体の交流については不透明ながら、スターダム、東京女子共に、交流の可能性が閉ざされている訳ではなく、機が熟した時には交流の扉が開く可能性もあると含みを持たせている。その後、2025年5月31日に大田区体育館で行われた安納サオリ、なつぽいのデビュー10周年記念大会『なつ&さおりー 来たよ。来たね。10周年。〜うちらの足跡〜』にて東京女子プロレスの甲田哲也代表が来場し、スターダムの岡田社長と共にリングに上がり、二人に記念の花束を渡し、記念撮影を行っている。
センダイガールズプロレスリング
須佐が外敵との対戦を希望した際には、センダイガールズの選手が連続して登場。また、秋田大会ではセンダイガールズより試合提供を受けている。2011年のセンダイガールズ主催「女子プロレス団体対抗Flashトーナメント」にスターダムとして出場し、準優勝となった。2012年も3月のスターダム後楽園大会にて、女子プロレスの王座に否定的だった代表の里村明衣子がワールド・オブ・スターダム王座に挑戦。11月の仙女新潟大会にスターダムから試合が提供され、12月の仙台サンプラザ大会で世IV虎がメイン出場を果たした。2013年のスターダム両国大会には里村が参戦し、彩羽匠のデビュー戦の相手を務めた。10月のセンダイガールズ後楽園大会で行われた世代闘争戦に世IV虎と彩羽が参戦、世IV虎は里村からピンを取る大金星。タッグリーグに十文字姉妹もエントリーした。2015年3月に選手の欠場や退団が相次ぎ層が薄くなったことを受けて、十文字姉妹のDASH・チサコが助っ人参戦するなど、創成期においては積極的に交流が行われていた。
その後の交流は希薄だったが、2023年に橋本千紘が複数のビックマッチに参戦。2024年、岩田美香が参戦しワンダー・オブ・スターダム王座に挑戦し奪取して以降は、積極的な選手交流が行われている。
プロレスリングEvolution
2023年に旗揚げされた団体、2024年10月24日、新木場大会にHANAKOとさくらあやが参戦、一方ZONESとChi Chiが11月16日、『NEW BLOOD WEST2』大阪アゼリア大正ホール大会に参戦した。
OZアカデミー
2025年現在、安納サオリがレギュラー参戦している。

### 男子団体
新日本プロレス
以前は両国大会で引退した愛川に棚橋弘至がビデオメッセージを送り、2019年4月6日に行われたマディソン・スクエア・ガーデン大会（ROHと共催）に岩谷麻優が出場した程度であったが、2019年12月1日にスターダムがブシロードの子会社であるブシロードファイトへ事業譲渡され、新日本プロレスとは親会社が同じ系列会社となり、その関係で2020年1月4日に開催されたWRESTLE KINGDOM 14 in 東京ドーム1.4に、第0試合の提供試合という形で岩谷麻優・星輝ありさ・木村花・ジュリアの4選手が出場した。
この興行以降も、新日本プロレスの興行に選手を派遣する考えが示され、翌年のWRESTLE KINGDOM 15 in 東京ドーム1.5にも同じく第0試合の提供試合という形で2試合が行われている等以降ドーム規模のビッグマッチでは定期的に提供試合という形で選手が出場していた。
ミックスマッチを含む新日本プロレスの男子レスラーとの対戦についてしばらくは明言を避けていたが、2022年6月のブシロード戦略発表会にて2022年11月20日有明アリーナで合同興行「Historic X-over」を発表。それに伴い「IWGP女子王座」の初代王座決定戦、ミックスドマッチも3試合発表。また、それ以降も新日本のビックマッチや海外興行へ選手を派遣し、リング外でもプロモーション交流を行うなど、関係が深い団体の1つといえる。
また、アジア太平洋プロレス連盟の設立に新日本とともに関わっている。
全日本プロレス
愛川を筆頭にスターダム勢も出演したドラマ「ここが噂のエル・パラシオ」に武藤敬司が出演した縁で、「全日本プロレスファン感謝デー」にドラマとのコラボマッチとして、愛川・高橋・夏樹が出場した。また、地方大会に全日本の一部選手が参戦したこともある。
武藤の全日本退団後の交流は皆無である。
プロレスリングZERO1
2011年11月のZERO1にてランジェリー武藤引退試合の相手を世IV虎が務め、大谷晋二郎社長から顔面ウォッシュの公認を受けている。2012年にZERO1野良犬道場からデビューした夕陽がレギュラー参戦しており、ZERO1のリングにスターダムからも選手が参戦している。2014年、宝城カイリが田中将斗からスライディングDを直伝するなどの交流があった。
WRESTLE-1
全日本プロレスを退団した武藤が旗揚げした団体。開国主義を採っており、初期は男女混合団体への移行も視野に入れ、女子の試合も組み込んでおり、2013年9月にTDCホールで開かれた旗揚げ戦は、会見時に所属以外出場17人全員を「X」として女子プロレスの1試合も「X vs X」とされたが、当日にスターダム提供試合の世IV虎 vs 岩谷と発表された。その後、Wｰ1所属として木村花がスターダムに参戦し、最終的には移籍した。
GLEAT
2023年10月にかつて「アンドラス宮城」の名前でスターダムに所属していたMICHIKOがジュリアを襲撃し、対戦したのみで、それ以外の交流は無い。
大日本プロレス
所属選手とのミックスドマッチを原則禁止している為、選手間交流は皆無だが、2013年両国国技館大会では晩年大日本をメインに活動していた元全日本女子プロレスの今井良晴リングアナウンサーがゲスト参加。今井アナはこの年の7月29日に死去した為、この両国大会が女子団体での最後のリングコールとなった。
DDTプロレスリング
風香の実兄・柿本大地が所属していたこともあり、交流は盛んに行われていた。「仮面貴族FIESTA2011」にて高木三四郎「大社長」と愛川のミックスタッグが実現。2011年の「大森UTANフェスタ」にはスターダムから試合提供が行われた。また、3年連続で「両国（武道館）ピーターパン」の年間最大興行に参戦している。2013年3月には、愛川の熱望により路上プロレスにも出場。DDT系列の女子選手からチェリーとNOZOMIがスターダムに参戦しており、男子選手も交えたミックスファイトも行われることがある。地方興行ではDDTと昼夜で行われることが多い。両国大会はDDTから運営協力も受ける。2014年12月の後楽園大会では、DDT定期参戦中の赤井沙希が世IV虎の指名を受け赤いベルトに挑戦した。
その後はスターダム側の鎖国の開始や体制の変化もあって距離を取っている状況であったが、2023年にブシロードファイト主催で行われた夏すみれ10周年記念大会『Decade of Queens』に赤井沙希が参戦した。
DRAGONGATE
2014年12月23日の脇澤美穂の引退試合に、堀口元気H.A.Gee.Mee!!が参戦しているのみで、それ以外に交流はない。
JTO
KAIENTAI DOJOを退団したTAKAみちのくが2019年に旗揚げした男女混合団体。2020年1月14日に林下詩美が参戦し、同団体所属（当時）の舞華相手にフューチャー・オブ・スターダム王座の防衛戦を行い、試合後にはジュリアが舞華を自身のユニットに勧誘した。その後、2022年3月には「NEW BLOOD」に稲葉ともか、Aoiが参戦し、それ以降も多くの選手が参戦しており、交流が深い団体の一つとなっている。
WNC
SMASHを退団したTAJIRIが旗揚げした男女混合団体。地方大会で女子選手である朱里と真琴が参戦。また、4月29日両国大会では、それまで他団体参戦のなかったリン・バイロンも含め所属全女子選手が参戦。なおWNCにスターダム所属が参戦したことはないが、SMASH時代に高橋が参戦したことがある。

### 海外団体
AEW
2024年3月にトニー・カーンAEW社長がX上で交流の開始を宣言。同年4月4日のスターダムフィラデルフィア大会には、かつてスターダムに参戦していたマライア・メイ、トニー・ストームが登場し、AEWの大会にもスターダムの選手が参戦するようになり、相互交流を開始した。
ROH
女子部であるWOH（Woman of Honor）と全面交流しており、2017年4月に行われた初代WOH世界王座決定トーナメントには岩谷麻優・花月、HZKが参戦している。2019年2月にマイアミで行われたROHの興行で、岩谷が第3代WOH世界王者となった。
AEWの買収後の2023年7月には林下詩美が参戦し、2024年4月には白川未奈、AZMが出場した。
SWA
所属選手が来日している。アーティスト・オブ・スターダム王座決定トーナメントにSHIMMER軍としてエントリー。2014年3月の後楽園大会では、SHIMMER王者のメリッサが参戦。
WWS
2014年5月18日、業務提携を発表。
GCW
2023年7月に林下詩美が、2024年3月に朱里が出場した。
スパーク女子プロレス
2024年4月、スターライト・キッド、中野たむ、岩谷麻優が出場、スターライト・キッドや葉月は同団体でベルトも奪取している。
CMLL
スターダム常連外国人の1人であったダーク・エンジェルが主戦場としている。
闘龍門MEXICO
ウルティモ・ドラゴンの招待でスターダム所属選手が遠征している。
PWWA
スターダム常連外国人であるケリー・スケーターの主戦場であり、創始者であるマディソン・イーグルもスターダムに参戦している。
プロレスリングEVE
2019年1月14日、林下詩美がEVEインターナショナル王座を獲得している。2022年には優宇がスターダムに参戦した。

## 興行・大会
旗揚げ戦から半年後の2011年7月24日には、プロレスの聖地「後楽園ホール」への進出を果た。以降、定期的も定期的に後楽園大会を行い、旗揚げから3年目の2013年4月には両国国技館へ初進出、2013年は後楽園大会が年間7回開催されるまで団体は成長。なお、両国国技館での女子プロレス興行は2007年2月12日のLLPW以来、実に6年ぶりであった。
2015年は後楽園大会が月に1回のペースで開催された。毎月、後楽園ホールで大会を行う女子プロレス団体は全日本女子プロレス及びGAEA JAPANが解散した2005年以来10年ぶりとなる。
2019年12月、ブシロードに事業譲渡されてからは収容人数が数千人規模の会場となる国技館、大田区総合体育館、国立代々木競技場第二体育館、横浜武道館、大阪府立体育会館（エディオンアリーナ大阪）第1競技場などを始め、1万人以上を収容可能な会場となる横浜アリーナ、大阪城ホールなどでのビッグマッチを1ヶ月に1回程度のペースで開催している。
2025年現在でも、後楽園大会を月に2回程度開催している他に、地方大会も積極的に行い、全国各地を巡業している。2025年3月の沖縄大会開催をもって47都道府県を制覇した。
開催される大会名の例として「STARDOM IN KUMAMOTO（開催場所） 2025」が基本となる。年間に複数回開催する都市の場合の例として「STARDOM IN OSAKA 2025 MAY」のように開催する月を西暦のあとに加える場合が多い。選手の出身地での大会では、「（選手名）凱旋シリーズ」の名前で興行を行う場合もある。冠協賛がつく大会では「（会社名） Presents STARDOM IN （都市名）2025」のようになる場合がある。
上記の地方大会はビッグマッチへ向けてのストーリーが展開される傾向にあり、様々な遺恨やストーリーの決着の場にはなりにくい。そのためビッグマッチ大会に比べるとベルトを掛けた選手権試合が組まれることは少ないが、いずれも地方のファンが生観戦できる貴重な場でもあり、団体とファン双方にとって重要な大会であることには変わりないが、ビッグマッチ大会、後楽園ホール大会が決着となる場合が多いことは否定できない。

### 主な大会
- ALLSTAR GRAND QUEENDOM

2023年4月には横浜アリーナで「ALLSTAR GRAND QUEENDOM 2023」を開催。女子プロレス団体が横浜アリーナで大会を行うのは20年ぶりだった。2025年4月にも同じく横浜アリーナにて「ALLSTAR GRAND QUEENDOM 2025」が開催され、7503名を動員。これは近年の女子プロレスでは異例の動員人数となり、新たな女子プロレスブーム到来を予感させる大会となった。
- STARDOM DREAM QUEENDOM

年末に開催されるビッグマッチで1年を締めくくるにふさわしい豪華なカードが組まれる。2024年12月29日には東京・両国国技館にて「STARDOM DREAM QUEENDOM 2024」が開催され、4023名を動員。
現在のスターダムにおいて、この2大会がビッグマッチ大会の中でも特に大規模開催される大会である。他には、毎年6月頃に開催される「STARDOM THE CONVERSION」、毎年7月に札幌で開催される「STARDOM SAPPORO RENDEZVOUS」、毎年9月頃に大阪で開催される「STARDOM NAMBA GRAND FIGHT」、毎年10月に名古屋で開催される「STARDOM NAGOYA GOLDEN FIGHT」などがあり、後述するリーグ戦・トーナメント戦のビッグマッチ大会を含めると年間を通して、毎月のようにビッグマッチ大会が開催されている。
また、他団体の選手も多く参戦している若手選手主体の大会である、「NEW BLOOD」が月に1回のペースで開催されている。

### リーグ戦・トーナメント戦
毎年3月頃に開催される「STARDOM Cinderella tournament」では、若手を中心にトーナメント戦が行われる。優勝者にはシンデレラの願いとして希望する王座に挑戦する権利が与えられる。
毎年8月頃に開催される「STARDOM 5★STAR GP」では、シングルマッチでのリーグ戦が行われ、優勝者にはガウン、王冠、優勝トロフィーなどが贈呈される。優勝者はワールド・オブ・スターダム王座（赤いベルト）に挑戦することが多い。
毎年11月頃に開催される「GODDESSES OF STARDOM」では、トーナメント形式もしくはリーグ形式でのタッグ戦が行われ、優勝タッグチームにはゴッデス・オブ・スターダム王座への挑戦権などが与えられる場合が多い。
不定期開催ではあるが、キャリア1年未満を対象とした「ルーキー・オブ・スターダム」や6人タッグマッチのリーグ戦・トーナメント戦の「TRIANGLE DERBY」などがある。

## 新人発掘と選手育成
団体設立初期の所属選手は、風香の下でトレーニングを積んでデビューした生え抜き選手がほとんどではあったが、設立から10年以上経過した2025年6月現在では、風香に指導してもらった所属選手は少なくなった。設立当初は道場を持っておらず、練習は試合会場としても使用する新木場1stRINGほかで行っていた。
団体設立直後の練習生には小中学生も数多く含まれており、AZM、渡辺桃、スターライト・キッド、琉悪夏、羽南、吏南、妃南などは小中学校在学中にデビューし、2025年6月現在もスターダムの生え抜き選手として活躍している。
2013年にニコニコ動画で放送開始されたニコニコプロレスチャンネルにて、練習生を募集し番組内で練習に密着する企画も始動していた。同年には6期生オーディションを実施すると発表したが、予定されていた10月になっても行われず、結局6期生候補は従来通りの練習生が加わっている。
2018年4月東京都墨田区に専用の道場が完成して以降、練習生募集及び、新人育成を効率よく行う環境が整った。
2019年10月、ブシロード体制になって以降はミラノコレクションA.T.が特別コーチして就任。月に数回ペースで直接指導しており、13期生の天咲光由は完全にミラノ主導での育成体制でデビュー。
2025年は4月14日から5月26日まで「STARDOM Project 2025」として新人選手の募集が行われた。オーディションからデビューまでの様子を、テレビ朝日「ゴールデンドリーム」 が密着取材する事が決定している。

## タイトルホルダー
| タイトル                           | 保持者                            | 歴代   |
| ---------------------------------- | --------------------------------- | ------ |
| ワールド・オブ・スターダム王座     | 上谷沙弥                          | 第20代 |
| ワンダー・オブ・スターダム王座     | スターライト・キッド              | 第24代 |
| ゴッデス・オブ・スターダム王座     | 刀羅ナツコ 琉悪夏                 | 第36代 |
| アーティスト・オブ・スターダム王座 | スターライト・キッド AZM 天咲光由 | 第34代 |
| フューチャー・オブ・スターダム王座 | 妃南                              | 第12代 |
| ハイスピード王座                   | 星来芽依                          | 第27代 |

| タイトル            | 保持者          | 歴代  |
| ------------------- | --------------- | ----- |
| NEW BLOODタッグ王座 | 月山和香 HANAKO | 第4代 |

| タイトル                   | 覇者                | 年度   |
| -------------------------- | ------------------- | ------ |
| 5★STAR GP                  | 舞華                | 2024年 |
| CINDERELLA TOURNAMENT      | 玖麗さやか          | 2025年 |
| GODDESSES OF STARDOM       | 羽南 飯田沙耶       | 2024年 |
| TRIANGLE DERBY             | 朱里 MIRAI 壮麗亜美 | 2024年 |
| ルーキー・オブ・スターダム | 弓月                | 2023年 |

## 所属選手・主要参戦選手

### STARS
- 羽南
- 飯田沙耶
- 向後桃
- 姫ゆりあ

### COSMIC ANGELS
- なつぽい
- 安納サオリ
- 水森由菜
- 玖麗さやか
- さくらあや

### God's Eye
- 朱里〈欠場中〉
- 壮麗亜美
- 鹿島沙希
- 八神蘭奈
- レディ・C
- 妃南
- 稲葉ともか（JTO）
- 羽多乃ナナミ（ディアナ）〈スポット参戦〉
- 虎龍清花（フリー）〈スポット参戦〉

### E neXus V
- 舞華〈欠場中〉
- 月山和香
- HANAKO
- 梨杏
- ジーナ〈欠場中〉

### NEO GENESIS
- スターライト・キッド
- AZM
- 星来芽依
- 天咲光由

### H.A.T.E.
- 刀羅ナツコ
- 吏南
- 琉悪夏
- フキゲンです★[注 1]
- 渡辺桃
- 小波
- 上谷沙弥
- 稲葉あずさ（JTO）

### Mi Vida Loca
- 鈴季すず
- 山下りな（フリー）〈スポット参戦〉
- 青木いつ希（ショーンキャプチャー）〈スポット参戦〉
- 鉄アキラ
- ボジラ（フリー）

### 無所属
- コグマ
- 葉月
- 浜辺纏〈欠場中〉
- 金屋あんね〈欠場中〉
- 儛島エマ
- 古沢稀杏

## スタッフ

### レフェリー
- 村山大値
- バーブ佐々木（フリー）
- デューク佐渡（フリー）

### リングアナウンサー
- 安藤頼孝（フリー）
- 小坂井ゆりえ（クロコダイル）
- 渡瀬結月（響）
- 立石凛（響）

## 現在のタッグチーム
FWC（Fukuoka W Crazy）
- 葉月
- コグマ

凸アネコン凹
- 朱里
- 鹿島沙希

BMI2000
- 刀羅ナツコ
- 琉悪夏

なつ&さおりー
- なつぽい
- 安納サオリ

wing★gori
- 羽南
- 飯田沙耶

令和東京タワーズ
- 壮麗亜美
- レディ・C

さくらら
- さくらあや
- 玖麗さやか

Rice or Bread
- 月山和香
- HANAKO

稲葉と八神
- 稲葉ともか
- 八神蘭奈

スターボム
- スターライト・キッド
- AZM

桜田門
- 水森由菜
- さくらあや

02line
- AZM
- 天咲光由

♥DEVIL/PRINCESS♥
- 吏南
- 稲葉あずさ

フェアリーブロッサム
- なつぽい
- さくらあや

Peach & Lily
- 向後桃
- 姫ゆりあ

## 歴代タイトル
- SWA世界王座

## 歴代所属選手
| リングネーム           | 退団時期              | 期別ほか       | 退団後の去就、備考 |
| ---------------------- | --------------------- | -------------- | --- |
| 北條まみ               | 2010年12月退団        | 1期生          | 芸能界専念のため旗揚げ前に退団したためデビューはしていない。                                                                  |
| 愛リス                 | 2011年4月4日退団      | 留学生         | メキシコに帰国 |
| 夢                     | 2011年7月休業         | 小学生レスラー | |
| はるか悠梨             | 2012年12月31日廃業    | 3期生          | WNCで復帰、現在はHARUKAZEとしてガンバレ☆プロレス所属。                                                                        |
| 愛川ゆず季             | 2013年4月29日引退     |                | タレント復帰。2021年3月3日、日本武道館大会でのオールスター・ランブルに出場。                                                  |
| 翔月なつみ             | 2013年7月31日退団     | 3期生          | 15年引退、21年アクトレスガールズで復帰。2024年にマリーゴールドに移籍。                                                        |
| 吉乃すみれ             | 2013年7月31日除籍     | 4期生          | |
| 須佐えり               | 2013年12月1日退団     | 1期生          | フリーを経てJWP入団、16年引退。                                                                                               |
| 長野美香               | 2014年2月11日引退     |                | 16年DEEPにて総合格闘技復帰。                                                                                                  |
| 横尾由衣               | 2014年3月31日引退     | 4期生          | 一般企業に就職。 |
| 夏樹☆たいよう          | 2014年6月1日引退      |                | SEAdLINNNGでレフェリー復帰。                                                                                                  |
| 真綾                   |                       | 5期生          | |
| 脇澤美穂               | 2014年12月23日引退    |                | 2021年3月3日、日本武道館大会でのオールスター・ランブルに出場。                                                                |
| "レメイ"明日輝         | 2014年12月31日退団    | 5期生          | 退団後、練習生として再入団するも再デビューはしていない。                                                                      |
| 彩羽匠                 | 2015年2月22日退団     | 4期生          | Marvelousに移籍 |
| 愛星ゆうな             | 2015年3月8日退団      | 5期生          | 2015年、まなせゆうなとしてアクトレスガールズで復帰。東京女子プロレスを経て、2020年よりガンバレ☆プロレス所属。                 |
| 高橋奈苗               | 2015年5月13日退団     |                | SEAdLINNNG設立。退団後はフリーとして 2022年からスポット参戦、2024年よりマリーゴールド所属。                                   |
| 世IV虎                 | 2015年5月31日引退     | 1期生          | SEAdLINNNGで復帰 |
| 安川惡斗               | 2015年12月23日引退    | 3期生          | Actwres girl'Zでリングアナ活動したのち、同団体で復帰                                                                          |
| 七星アリス             | 2017年退団            | 7期生          | 公式アナウンスはない。 |
| 宝城カイリ             | 2017年6月退団         | 3期生          | 米・WWE移籍。WWE退団後はスターダムにスポット参戦したのちWWE復帰。                                                             |
| 美闘陽子               | 2017年12月24日引退    | 1期生          | 2021年3月3日、日本武道館大会でのオールスター・ランブルに出場。                                                                |
| クリス・ウルフ         | 2018年3月退団         | 6期生          | 19年イギリスで引退。 |
| 美邑弘海               | 2018年3月28日引退     | 6期生          | 2021年3月3日、日本武道館大会でのオールスター・ランブルに出場。                                                                |
| チェルシー             | 2018年4月退団         |                | 公式アナウンスはない。現在は休業。                                                                                            |
| 紫雷イオ               | 2018年6月17日退団     |                | WWEに移籍。現IYO SKY。 |
| トニー・ストーム       | 2018年9月退団         |                | 公式アナウンスはない。NXTでの活動を経てAEWで活動。                                                                            |
| ザイヤ・ブルックサイド | 2018年9月退団         |                | 公式アナウンスはない。NXTでの活動を経てフリー参戦。                                                                           |
| ナツミ                 | 2019年1月14日退団     | 9期生          | 公式アナウンスはない。 |
| 渋沢四季               | 2019年3月28日引退     | 8期生          | 動画配信者に転向。 |
| 山口菜緒               | 2019年3月28日引退     | 9期生          | 自身のアパレルブランドを展開。                                                                                                |
| 花月                   | 2020年1月26日退団     |                | フリー期間を経て引退。性転換手術を受け石野結に改名し一般企業に就職。                                                          |
| アンドラス宮城         | 2020年1月退団         |                | 公式アナウンスはない。2021年からGLEATに所属、2023年にMICHIKOとして参戦。                                                      |
| 小野崎玲皇             | 2020年2月16日引退     | 9期生          | 一般企業に就職。時折、渋谷四季のイベントスタッフとして参加している。                                                          |
| 星輝ありさ             | 2020年5月20日引退     | 1期生          | 2021年8月、アクトレスガールズにて一時的に復帰。                                                                               |
| 木村花                 | 2020年5月23日死去     |                | 現役中に死去。 |
| 星野唯月               | 2020年9月28日活動停止 | 11期生         | ホシノイツキとして歌手活動。                                                                                                  |
| ビー・プレストリー     | 2021年4月4日退団      |                | ブレア・ダベンポートとしてWWE UKに移籍                                                                                        |
| ジャングル叫女         | 2021年9月30日退団     | 7期生          | 長期欠場中に退団。2022年9月アメリカで復帰戦を行う。                                                                           |
| ウナギ・サヤカ         | 2022年12月29日退団    |                | 公式アナウンスはない。フリーとして活動し、2024年以降はスポット参戦。                                                          |
| ひめか                 | 2023年5月14日引退     |                | |
| 南小桃                 | 2023年退団            | 14期生         | 2023年3月に一度デビューが発表されるも怪我で延期となりそのまま退団（公式アナウンスなし）。2024年にマリーゴールドでデビュー     |
| 林下詩美               | 2024年3月31日退団     | 10期生         | マリーゴールドに移籍 |
| ジュリア               | 2024年3月31日退団     |                | マリーゴールドに移籍 |
| 桜井まい               | 2024年3月31日退団     |                | マリーゴールドに移籍。現・桜井麻衣                                                                                            |
| MIRAI                  | 2024年3月31日退団     |                | マリーゴールドに移籍 |
| 弓月                   | 2024年3月31日退団     | 14期生         | マリーゴールドに移籍。現・ビクトリア弓月                                                                                      |
| 中野たむ               | 2025年3月4日退団      |                | 前日（3月3日）に行われた敗者退団マッチに敗れ専属契約を解除。以降はフリーとして参戦したが、4月27日の敗者引退マッチに敗れ引退。 |
| 白川未奈               | 2025年3月31日退団     |                | AEWに移籍 |
| テクラ                 | 2025年4月27日契約解除 |                | AEWに移籍 |
| 岩谷麻優               | 2025年4月28日退団     | 1期生          | マリーゴールドに移籍 |

## 歴代スタッフ
- 風香（ゼネラルマネージャー）
- 和田京平（特別レフェリー）（全日本プロレス）
- Naoki（特別リングアナウンサー）（フリー）
- ロッシー小川（創業者、エグゼクティブプロデューサー）

## 歴代ユニット
- 奈苗軍
- 川崎葛飾最強伝説
- 全力女子
- プラネット
- チームぽぽぽぽーん
- トラブルメイカー2
- 3輝星
- たわしーず
- 木村モンスター軍
- 昭和軍
- 平成軍
- キャンディークラッシュ
- JAN
- TOKYO CYBER SQUAD
- Donna del Mondo
- Club Venus
- Queen's Quest
- 大江戸隊

## 歴代タッグチーム
- 川崎葛飾最強伝説（夏樹☆たいよう&世IV虎）
- BY砲（愛川ゆず季&美闘陽子）
- 女-AMA-（岩谷麻優&星輝ありさ）
- チーム丸顔（高橋奈苗&紫雷イオ）
- チーム食い倒れ（高橋奈苗&愛川ゆず季）
- Yダッシュ（愛川ゆず季&夕陽）
- 宝翔天女（宝城カイリ&翔月なつみ）
- 青森島根レベルアップストーリー伝説（鹿島沙希&安川惡斗）
- ショーンキャプチャーズ（夏樹☆たいよう&夕陽）
- なっちゃんイオちゃん（夏樹☆たいよう&紫雷イオ）
- ナナミホ（高橋奈苗&脇澤美穂）
- 実家がボロボロ（脇澤美穂&彩羽匠）
- 対等タッグ（木村響子&安川惡斗）
- 七海里（高橋奈苗&宝城カイリ）
- 武士女（彩羽匠&世羅りさ）
- 三輝星（宝城カイリ&安川惡斗）
- 平成スター（紫雷イオ&彩羽匠）
- サンダーロック（紫雷イオ&岩谷麻優）
- 山口タッグ（岩谷麻優&宝城カイリ）
- BY宝（宝城カイリ&美闘陽子）
- JKグリーン（渡辺桃&ジャングル叫女）
- よね日の出（米山香織&初日の出仮面）
- Shiki☆d（スターライト・キッド&渋沢四季）
- まゆさき（岩谷麻優&鹿島沙希）
- MK☆Sister's（岩谷麻優&スターライト・キッド）
- MOMOAZ（渡辺桃&AZM）
- Alto livello KABALIWAN（ジュリア&朱里）
- 舞ひめぽい（舞華&ひめか&なつぽい）
- ピンクカブキ（ウナギ・サヤカ&白川未奈）
- 東スポ大好き!（鹿島沙希&フキゲンです★）
- ミライサク（MIRAI&桜井まい）
- REstart（KAIRI&なつぽい&安納サオリ）
- ROSE GOLD（白川未奈&マライア・メイ）
- バリバリボンバーズ（ジュリア&テクラ&桜井まい）
- チーム両想い（スターライト・キッド&なつぽい）
- AphroditE（林下詩美&上谷沙弥）
- THE NEW ERAS（MIRAI&壮麗亜美）
- YoungOED（スターライト・キッド&琉悪夏&吏南）
- 黒虎怪童（琉悪夏&スターライト・キッド）
- BLACK DESIRE（渡辺桃&スターライト・キッド）
- BLOODY FATE（スターライト・キッド&KARMA）
- CRAZY STAR（鈴季すず&星来芽依）
- 狂乱女虎（スターライト・キッド&鈴季すず）
- meltear（中野たむ&なつぽい）
- Peach☆Rock（岩谷麻優&向後桃）
- ときめき♡ぷりんア・ラ・モード（中野たむ&玖麗さやか）
- H.A.T.E. SUPREME（渡辺桃&テクラ）

## 来日外国人選手
- アティーナ（英語版）
- アナ・ジェイ
- アルファ・フィーメル
- アレックス・リー
- イーヴィー
- ウィロー・ナイチンゲール（英語版）
- クイーン・マヤ
- クリスティーナ・フォン・エリー
- ケリー・スケーター
- ザイヤ・ブルックサイド
- "ザ・セッション・モス"マルティナ
- ザ・フィーメル・プレデター"アマゾン"
- ダーク・エンジェル
- サンダー・ロサ
- サンタナ・ギャレット
- ジェイミー・ヘイター
- ジーナ
- ジェシー
- ジュビア
- スカンジナビア・ハリケーン
- スター・ファイヤー
- ゾーイ・ルーカス
- "タイムレス"トニー・ストーム
- タイ・メロ（英語版）
- タバタ
- テクラ
- ドラゴニータ
- ニッキー・ストーム
- バイパー
- ハドソン・インヴィ
- ヘイディ・ラブラス
- ヘイリー・ヘイトレッド
- ボジラ
- ボビー・タイラー
- マライア・メイ
- ミスティク
- メーガン・ベーン
- メリッサ
- メルセデス・モネ
- ロサ・ネグラ

## スターダムアワード
スターダムが1年間を通じて活躍した選手を表彰する制度。各賞はファン投票で決定される。
2011年
- MVP：愛川ゆず季
- ベストバウト賞：11月12日 新木場1stRING ワールド・オブ・スターダム選手権試合 高橋奈苗 vs 夏樹☆たいよう
- 殊勲賞：美闘陽子
- 敢闘賞：世IV虎

2012年
- MVP : 高橋奈苗
- ベストマッチ賞：9月17日 新木場1stRINGと12月24日 後楽園ホール 高橋奈苗 vs 愛川ゆず季
- ベストタッグ賞：夏樹☆たいよう&世IV虎
- 殊勲賞：愛川ゆず季
- 技能賞：安川惡斗
- 敢闘賞：脇澤美穂

2013年
- MVP：紫雷イオ
- ベストマッチ賞：4月29日 両国国技館 愛川ゆず季 vs 世IV虎
- ベストタッグ賞：高橋奈苗&脇澤美穂
- 殊勲賞：宝城カイリ
- 技能賞：夏樹☆たいよう
- 敢闘賞：安川惡斗

2014年
- MVP：紫雷イオ
- ベストマッチ賞 : 12月23日 後楽園ホール ゴッデス・オブ・スターダム選手権試合 七海里（高橋奈苗&宝城カイリ） vs 武士女（彩羽匠&世羅りさ）
- ベストタッグ賞 : 七海里（高橋奈苗&宝城カイリ）
- 殊勲賞：世IV虎
- 技能賞：岩谷麻優
- 敢闘賞：コグマ
- 特別賞：脇澤美穂

2015年
- MVP : 宝城カイリ
- ベストマッチ賞 : 12月23日 後楽園ホール　ワールド・オブ・スターダム選手権試合 里村明衣子 vs 紫雷イオ
- ベストタッグ賞 : サンダー・ロック（紫雷イオ&岩谷麻優）
- 殊勲賞 : 宝城カイリ
- 技能賞 : 岩谷麻優
- 敢闘賞 : 安川惡斗

2016年
- MVP：紫雷イオ
- ベストマッチ賞：12月22日 後楽園ホール  ワールド・オブ・スターダム選手権試合 紫雷イオ vs 岩谷麻優
- ベストタッグ賞  美闘陽子&宝城カイリ
- 殊勲賞：美闘陽子
- 技能賞：宝城カイリ
- 敢闘賞：渡辺桃

2017年
- MVP：トニー・ストーム
- ベストマッチ賞：10月17日 後楽園ホール  ワンダー・オブ・スターダム選手権試合 美闘陽子 vs 彩羽匠
- ベストタッグ賞：花月&木村花
- 殊勲賞：紫雷イオ
- 技能賞：美邑弘海
- 敢闘賞：岩谷麻優

2018年
- MVP：渡辺桃
- ベストマッチ賞：6月17日 後楽園ホール 紫雷イオ&岩谷麻優 vs 花月&葉月
- ベストタッグ賞：渡辺桃&林下詩美
- ベストユニット賞：STARS
- 殊勲賞：林下詩美
- 技能賞：スターライト・キッド
- 敢闘賞：刀羅ナツコ

2019年
- MVP：岩谷麻優
- ベストマッチ賞：6月16日 後楽園ホール ワンダー・オブ・スターダム選手権試合 星輝ありさ vs 中野たむ
- ベストタッグ賞：ジャングル叫女&小波
- ベストユニット賞：大江戸隊
- 殊勲賞：星輝ありさ
- 技能賞：AZM
- 敢闘賞：木村花

2020年
- MVP：ジュリア
- ベストマッチ賞：11月15日、仙台サンプラザホール 岩谷麻優vs林下詩美
- ベストタッグ賞：林下詩美、上谷沙弥組（AphroditE）
- ベストユニット賞：Donna Del Mondo／ドンナ・デル・モンド
- 殊勲賞：ビー・プレストリー
- 技能賞：小波
- 敢闘賞：中野たむ
- SHINING賞（2020年度表彰より新設）：ジュリア

2021年
- MVP：林下詩美
- ベストマッチ賞：3月3日、日本武道館 ジュリアvs中野たむ
- ベストタッグ賞：葉月、コグマ組
- ベストユニット賞：大江戸隊
- 殊勲賞：朱里
- 敢闘賞：ウナギ・サヤカ
- 技能賞：上谷沙弥
- SHINING賞：スターライト・キッド
- 特別賞：岩谷麻優

2022年
- MVP：朱里
- ベストマッチ賞：12月29日、両国国技館 朱里vsジュリア
- ベストタッグ賞：meltear（中野たむ＆なつぽい）
- ベストユニット賞：STARS
- 殊勲賞：上谷沙弥
- 敢闘賞：スターライト・キッド
- 技能賞：AZM
- SHINING賞：中野たむ

2023年
- MVP：中野たむ
- ベストマッチ賞：12月29日、両国国技館 ジュリアvsメーガン・ベーン
- ベストタッグ賞：なつぽい＆安納サオリ
- ベストユニット賞：Queen's Quest
- 殊勲賞：岩谷麻優
- 敢闘賞：鈴季すず
- 技能賞：MIRAI
- SHINING賞：舞華

2024年
- MVP：舞華
- 特別賞：上谷沙弥、白川未奈
- ベストマッチ賞：1月17日、エディオンアリーナ第一 岩谷麻優vs渡辺桃
- ベストタッグ賞：wing☆gori（羽南＆飯田沙耶）
- ベストユニット賞：COSMIC ANGELS
- 殊勲賞：安納サオリ
- 敢闘賞：渡辺桃
- 技能賞：星来芽依
- SHINING賞：スターライト・キッド

## We are STARDOM!!〜世界が注目!女子プロレス〜
自社制作のハイライト番組で、選手が週替わりでナレーションを担当。また、番販形式をとっており、地上波局や無料BS局にて放送されている。加えて、動画配信サービスやスターダム公式YouTubeでも視聴できる。

### 放送局
| 放送期間 | 放送時間 | 放送局     | 対象地域 | 備考            |
| --- | --- | ---------- | -------- | --------------- |
| 2022年1月4日 - | 火曜 23:30 - 水曜 0:00 | BS11       | 日本全域 | BS放送 最速放送 |
| 2021年1月7日 - 9月30日 2021年10月8日 - 2022年12月30日 2023年1月6日 - 3月31日 2023年4月7日 - 6月23日 2023年7月7日 - 2024年3月29日 2024年4月6日 - 2025年3月29日 2025年4月4日 - | 木曜 0:30 - 1:00（水曜深夜） 金曜 1:00 - 1:30（木曜深夜） 金曜 0:30 - 1:00（木曜深夜） 金曜 1:30 - 2:00（木曜深夜） 金曜 0:00 - 0:30（木曜深夜） 土曜 22:30 - 23:00 金曜 1:00 - 1:30（木曜深夜） | サンテレビ | 兵庫県   | 3日遅れ         |
| 2021年1月2日 - 3月26日 2021年4月2日 - 2024年3月30日 2024年4月3日 - 2025年3月26日 2025年4月4日 -                                                                              | 土曜 23:00 - 23:30 金曜 22:30 - 23:00 水曜 22:30 - 23:00 金曜 1:30 - 2:00（木曜深夜） | KBS京都    | 京都府   | 1日遅れ         |
| 2020年1月6日 - 3月29日 2020年4月4日 - 6月27日 2022年1月10日 - | 月曜 1:35 - 2:05（日曜深夜） 土曜 21:00 - 21:30 月曜 19:30 - 20:00 | TOKYO MX   | 東京都   | 6日遅れ         |
| 2022年8月14日 - 2023年4月2日 2023年4月5日 - 6月28日 2023年7月5日 - | 日曜 2:25 - 2:55（土曜深夜） 水曜 2:05 - 2:35（火曜深夜） 水曜 2:35 - 3:05（火曜深夜） | テレビ愛知 | 愛知県   | 7日遅れ         |

| 配信開始日                                   | 配信時間                        | 配信サイト         | 備考                                             |
| -------------------------------------------- | ------------------------------- | ------------------ | ------------------------------------------------ |
| 2020年1月6日 - 2021年12月29日 2022年1月4日 - | 水曜 23:00 更新 火曜 23:30 更新 | YouTube            | 2020年10月21日より現時間帯でのプレミア公開になる |
| 2021年7月6日 -                               | 火曜 0:00（月曜深夜） 更新      | U-NEXT             | 他より最速での最新話配信である                   |
| 2021年7月28日 -                              | 月末水曜 23:30 更新             | Amazon Prime Video | 更新翌週から1ヶ月分をまとめての配信である        |

#### 過去の放送局
| 放送期間                                                                            | 放送時間                                                                               | 放送局         | 対象地域 | 備考          |
| ----------------------------------------------------------------------------------- | -------------------------------------------------------------------------------------- | -------------- | -------- | ------------- |
| 2020年1月3日 - 6月26日 2020年7月1日 - 2021年9月29日                                 | 金曜 0:30 - 1:00（木曜深夜） 水曜 23:00 - 23:30                                        | BS日テレ       | 日本全域 | BS / BS4K放送 |
| 2021年1月6日 - 12月29日                                                             | 水曜 23:00 - 23:30                                                                     | テレビ神奈川   | 神奈川県 |               |
| 2021年1月10日 - 3月28日                                                             | 日曜 2:58 - 3:28（土曜深夜）                                                           | 大分放送       | 大分県   |               |
| 2021年1月11日 - 3月29日 2021年10月14日 - 2023年9月29日                              | 月曜 1:00 - 1:30（日曜深夜） 金曜 1:45 - 2:15（木曜深夜）                              | 新潟テレビ21   | 新潟県   |               |
| 2021年1月12日 - 3月30日 2021年4月6日 - 9月28日 2021年10月5日 - 2023年9月26日        | 火曜 3:30 - 4:00（月曜深夜） 火曜 3:25 - 3:55（月曜深夜） 火曜 1:20 - 1:50（月曜深夜） | 北陸朝日放送   | 石川県   |               |
| 2021年1月27日 - 3月31日 2021年4月10日 - 2022年3月26日 2022年4月11日 - 2023年10月2日 | 水曜 2:50 - 3:20（火曜深夜） 土曜 2:15 - 2:45（金曜深夜） 月曜 2:05 - 2:35（日曜深夜） | 北海道テレビ   | 北海道   |               |
| 2021年4月7日 - 9月29日                                                              | 水曜 2:50 - 3:20（火曜深夜）                                                           | 福島放送       | 福島県   |               |
| 2021年10月14日 -12月17日 2022年1月7日 - 2023年6月23日 2023年7月6日 - 9月28日        | 金曜 1:40 - 2:10（木曜深夜） 金曜 1:55 - 2:25（木曜深夜） 木曜 1:55 - 2:25（水曜深夜） | 静岡放送       | 静岡県   |               |
| 2022年4月7日 - 2023年9月28日                                                        | 木曜 1:15 - 1:45（水曜深夜）                                                           | 青森朝日放送   | 青森県   |               |
|                                                                                     | 木曜 2:15 - 2:45（水曜深夜）                                                           | 山形テレビ     | 山形県   |               |
| 2022年4月8日 - 2023年3月31日 2023年4月6日 - 9月28日                                 | 金曜 1:50 - 2:20（木曜深夜） 木曜 1:50 - 2:20（水曜深夜）                              | 大分朝日放送   | 大分県   |               |
| 2022年7月6日 - 2023年9月27日                                                        | 水曜 1:50 - 2:20（火曜深夜）                                                           | 秋田朝日放送   | 秋田県   |               |
| 2022年10月4日 - 2023年3月27日 2023年4月9日 - 10月1日                                | 火曜 2:50 - 3:20（月曜深夜） 日曜 2:30 - 3:00（土曜深夜）                              | 九州朝日放送   | 福岡県   |               |
| 2022年10月15日 - 2023年1月14日 2023年1月21日 - 9月23日                              | 土曜 2:20 - 2:50（金曜深夜） 土曜 1:50 - 2:20（金曜深夜）                              | 長崎文化放送   | 長崎県   |               |
| 2023年1月12日 - 9月28日                                                             | 木曜 2:29 - 2:59（水曜深夜）                                                           | 熊本県民テレビ | 熊本県   |               |

## 試合中継
放送中の番組
- スターダム中継（FIGHTING TV サムライ）[421]
- We are STARDOM!!〜世界が注目!女子プロレス〜（BS11ほか）

## 関連番組
放送中の番組
- 煌めく☆まるごとスターダム（FIGHTING TV サムライ）[422]
- ゴールデンドリーム（テレビ朝日） - 「女子プロレス スターダム 新人レスラーオーディション＆プロデビューへの道」

終了した番組
- 月刊スターダム（ファンプラス）
- スターダム☆カフェ（FIGHTING TV サムライ）[423]
- ブシロードTCG Presents あけましてスターダム！元日12時間スペシャル（TOKYO MX）

## 関連書籍
- 風香『風香自伝 負けて、負けて、輝く〜私がプロレスで学んだ輝くための方法』鹿砦社、2013年5月。ISBN 978-4-8463-0948-0。